# Salamandra salamandra
Salamandre tachetée
Espèce
Statut de conservation UICN

 LC  : Préoccupation mineure
La Salamandre tachetée (Salamandra salamandra) est une espèce d'urodèles de la famille des Salamandridae.
En français elle est également nommée salamandre terrestre, salamandre commune ou salamandre de feu.
Le nom vernaculaire salamandre tachetée généralement attribué à l'espèce Salamandra salamandra peut également s'appliquer à d'autres espèces ou sous-espèces du genre Salamandra présentant un motif tacheté, comme la salamandre nord-africaine Salamandra algira, ou encore la salamandre maculée Ambystoma maculatum.
Il s'agit de l'un des urodèles les plus répandus et les plus reconnaissables d'Europe.

## Description
Leur coloration jaune (parfois orangé) et noire permet de différencier très facilement cette espèce en Europe. Les salamandres mesurent jusqu'à 20 cm, et possèdent une peau luisante d'aspect huileux. Les salamandres se déplacent lentement et sont très peu agiles (comparativement aux lézards), elles sont incapables de fuir les prédateurs lorsqu'elles se trouvent à découvert. Elles peuvent éventuellement régénérer des parties perdues ou blessées du corps et se défendre par la sécrétion d'une neurotoxine, le samandarin.

### Taille
Les salamandres adultes d'Europe centrale peuvent atteindre une taille maximale allant de 23 à 30 cm et une masse corporelle d'environ 40 g. Le poids peut cependant varier selon les proies avalées et d'autre part parce que les femelles adultes contiennent des larves en développement dans leur abdomen au printemps. Un individu de 19 cm bien nourri peut atteindre 55 g ou plus, notamment pour les femelles fécondées.
Des études dans le cadre d'une cartographie des forêts autour de Heidelberg en Allemagne ont montré que la taille de 20 cm n'était atteinte que par la sous-espèce à bandes (S. s. terrestris). La salamandre tachetée méridionale (S. s. salamandra) atteint en comparaison seulement 16 cm de long, rarement 20. Les femelles deviennent en moyenne plus grandes que les mâles et avec un poids souvent supérieur à 50 g.

### Description

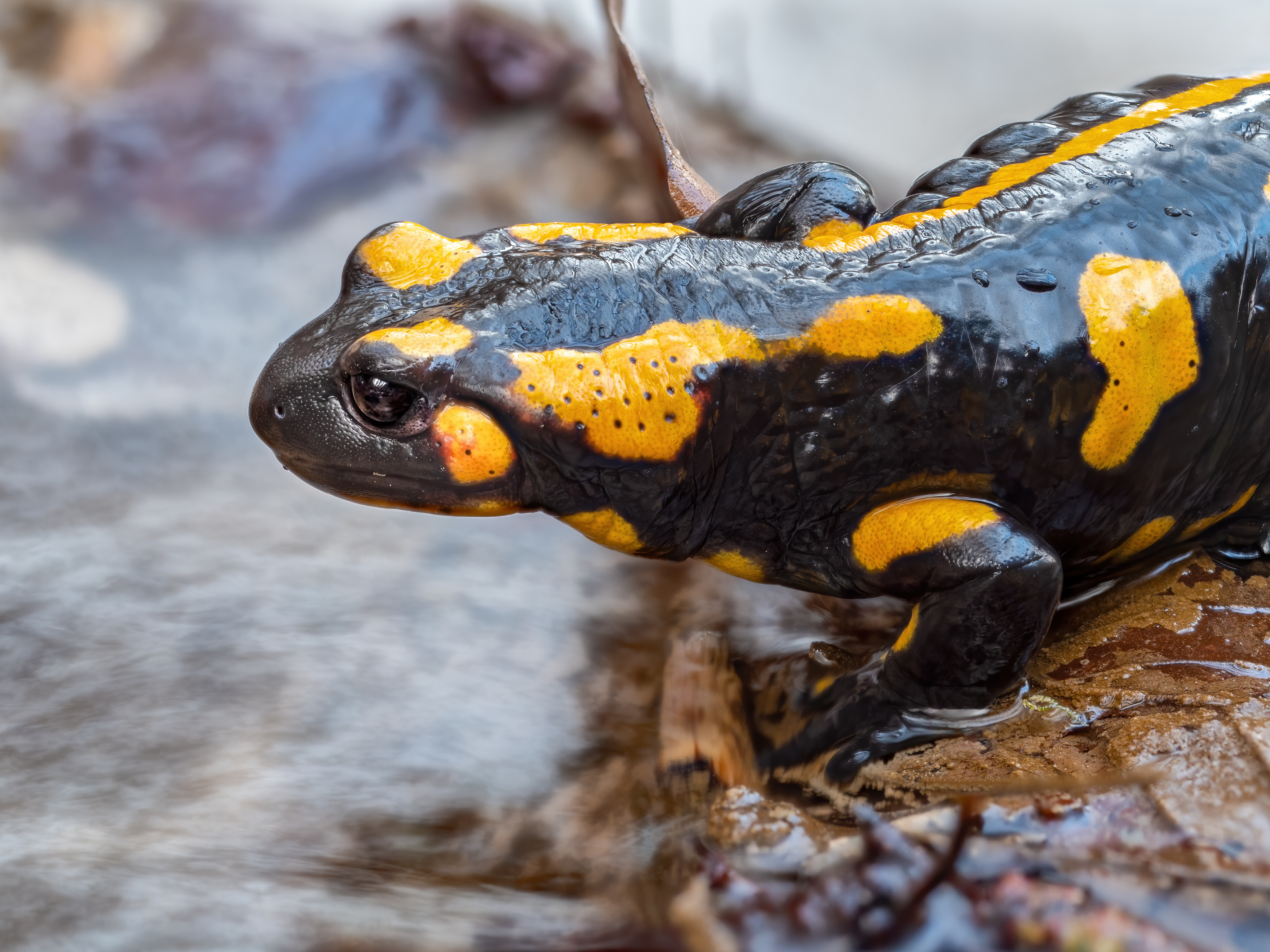
Une salamandre dans un ruisseau.

C'est un animal nocturne, muni de grands yeux noirs adaptés à la vision nocturne et crépusculaire.
La peau lisse et noire de la salamandre tachetée est interrompue sur le dos par un motif jaune, occasionnellement orange, de points et/ou de lignes. Par la variabilité de ce motif, on peut identifier les individus séparément. Dans les régions où les deux aires de répartition se chevauchent (essentiellement dans certaines régions d'Allemagne), ce niveau élevé de variation du motif dorsal rend difficile la détermination des deux sous-espèces les plus communes (terrestris et salamandra).
De plus, il semble que pour la sous-espèce terrestris le dessin des taches change encore clairement durant les deux premières années[citation nécessaire]. Dans certains cas exceptionnels on peut trouver des salamandres tachetées sans taches, entièrement noires[réf. nécessaire]. Parfois des salamandres blanchâtres, albinos, sont observées.
Les larves de salamandres présentent des marques jaunâtres ou brillantes à la base des pattes, dans leur partie proximale. Ces marques permettent de faire la différence avec les larves de tritons.
Comme chez d'autres espèces d'amphibiens, certains facteurs écologiques peuvent affecter l'intensité de la coloration des salamandres. Sur un sol jaunâtre, par exemple du lœss, leur couleur jaune est souvent plus intense. Sur un sol foncé, par exemple du mor ou de la tourbe brune, elle est plus sombre. Sous l'influence de la sécheresse et de la chaleur, leurs couleurs se ternissent, et, en cas de longue exposition à ces deux facteurs, toute la surface de la peau apparaît fragile et plissée. Ces modifications extérieures reflètent la mauvaise condition générale de l'animal[réf. nécessaire], puisque toute la surface de la peau remplit un rôle respiratoire chez les salamandres adultes, et ne fonctionne de façon optimale que dans un environnement humide. En soulevant et en abaissant le fond de la bouche, la salamandre peut respectivement inspirer et expirer, tout en coordonnant simultanément la fermeture et l'ouverture des narines. C'est le principe respiratoire de la pompe refoulante, commun chez les poissons à poumon (comme le dipneuste).

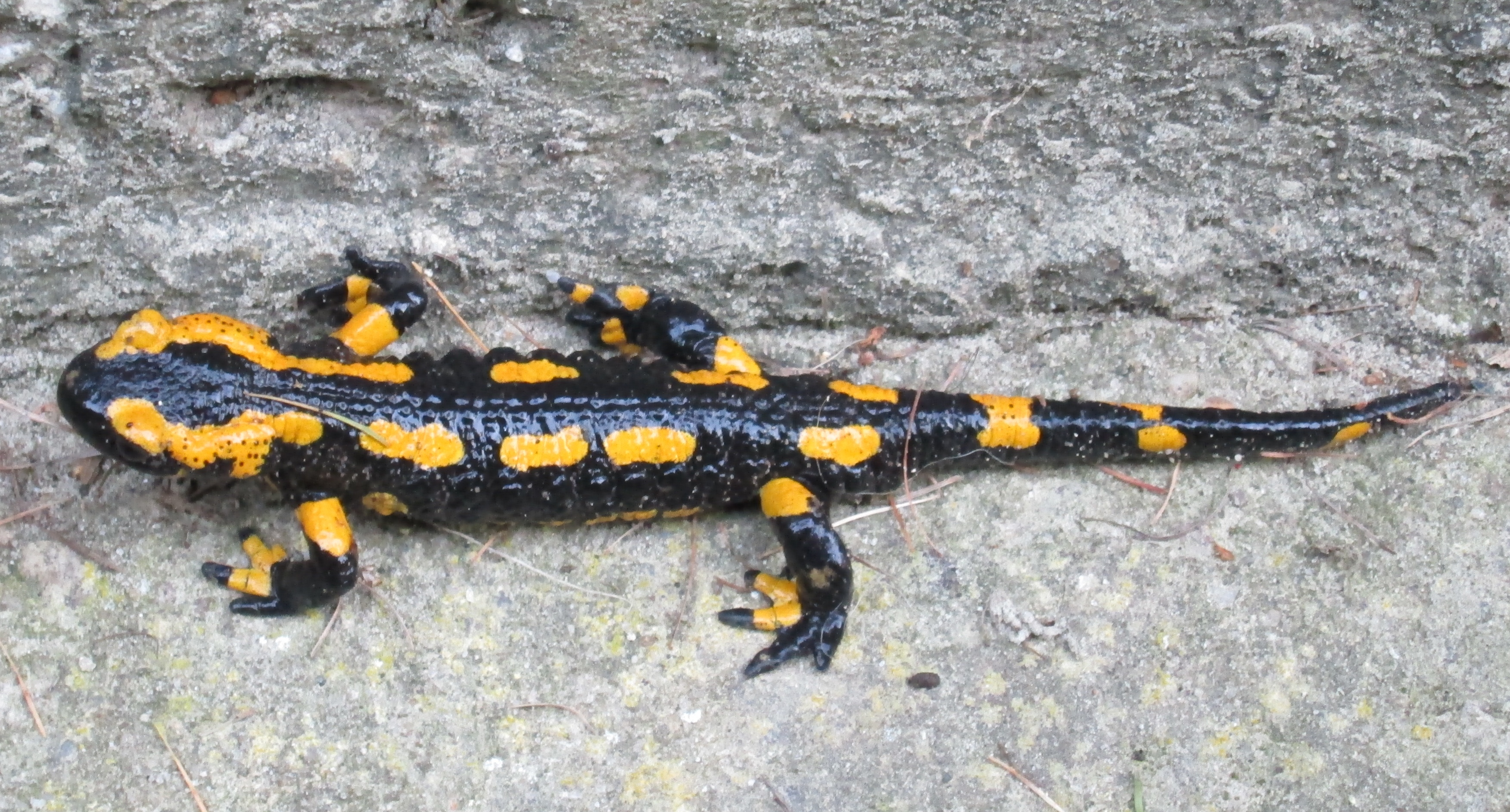
La sous-espèce S. s. terrestris, la plus répandue en France et au Benelux, se caractérise par de grandes taches jaunes plus ou moins organisées en deux bandes parallèles, généralement discontinues, sur la tête et le dos. Ces taches sont plus désorganisées sur la queue.
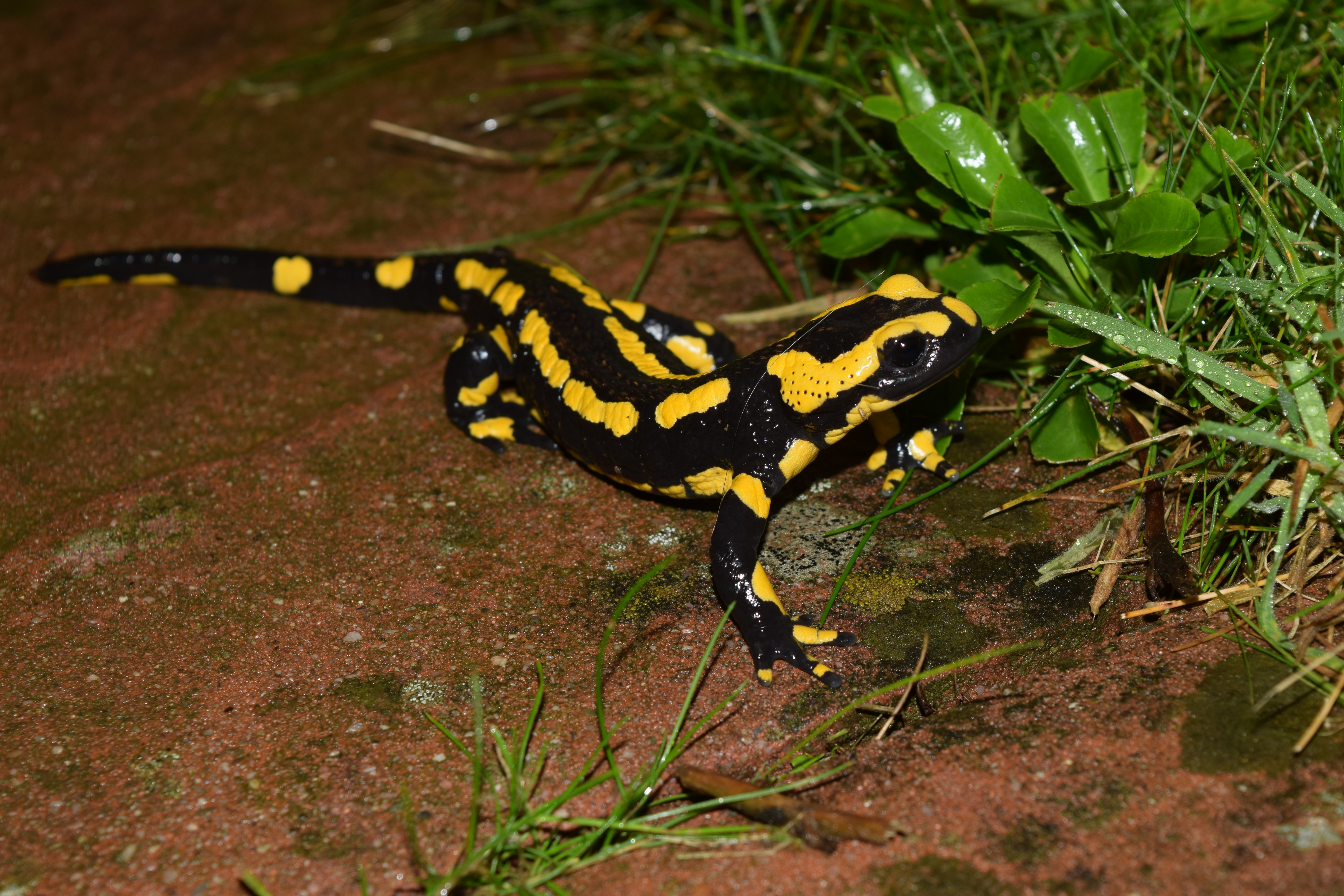
Un spécimen de S. s. terrestris, avec la robe habituelle pour cette sous-espèce.
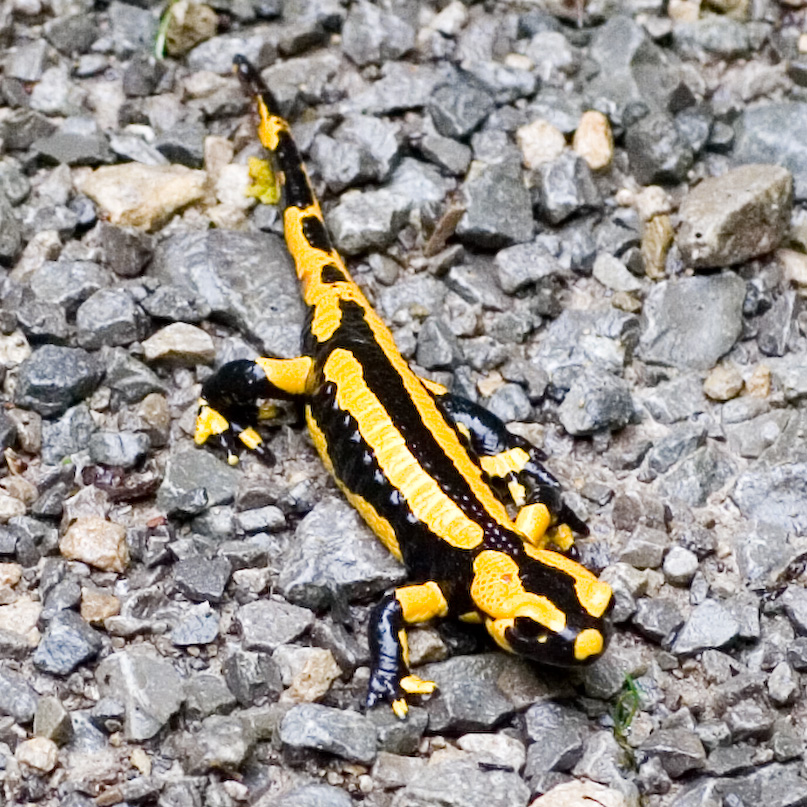
Chez certains individus, le jaune prend une place plus importante. Ici un spécimen de la sous-espèce S. s. terrestris qui ressemble quelque peu à S. s. fastuosa.
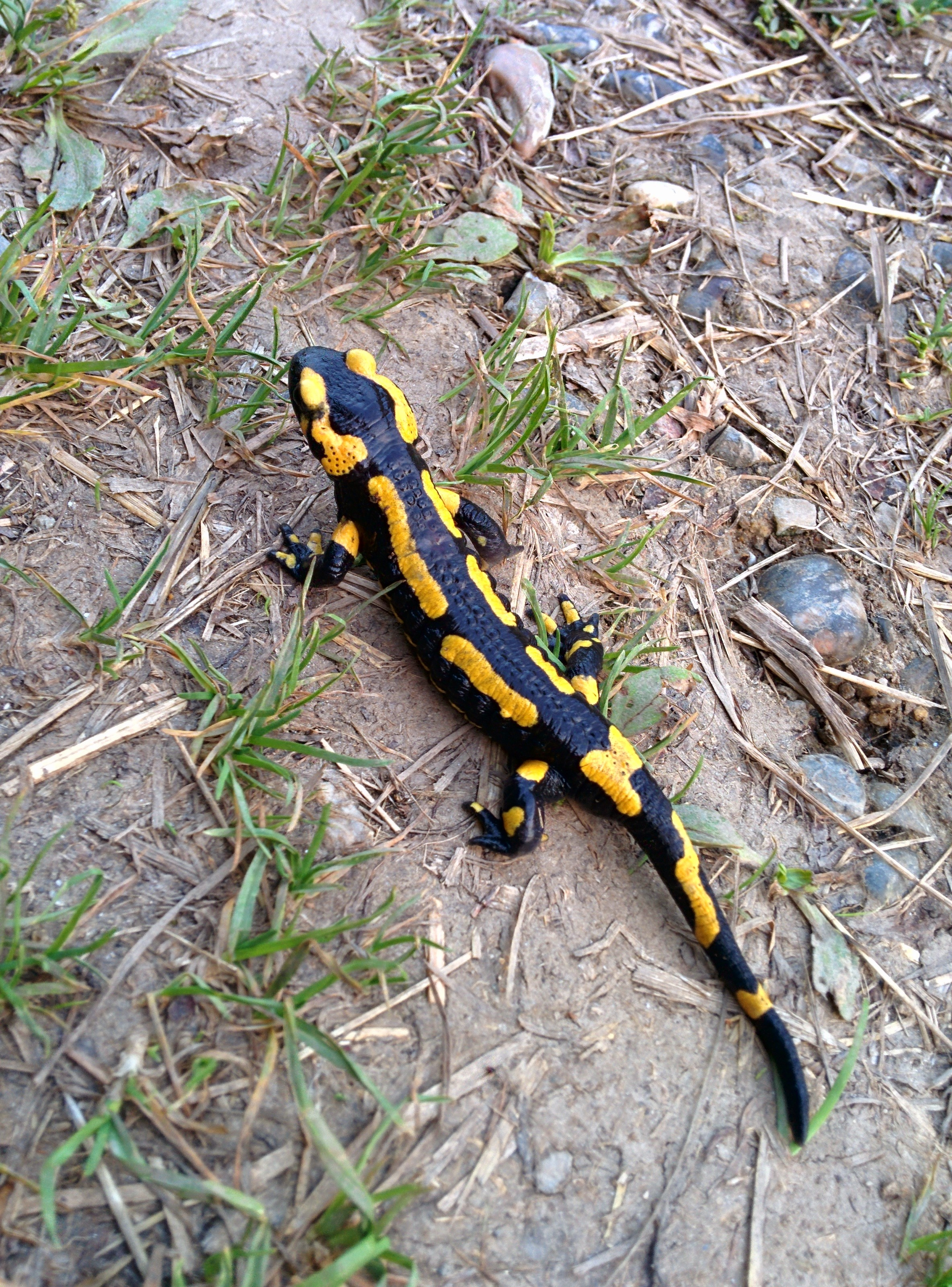
Un autre spécimen de S. s. terrestris.
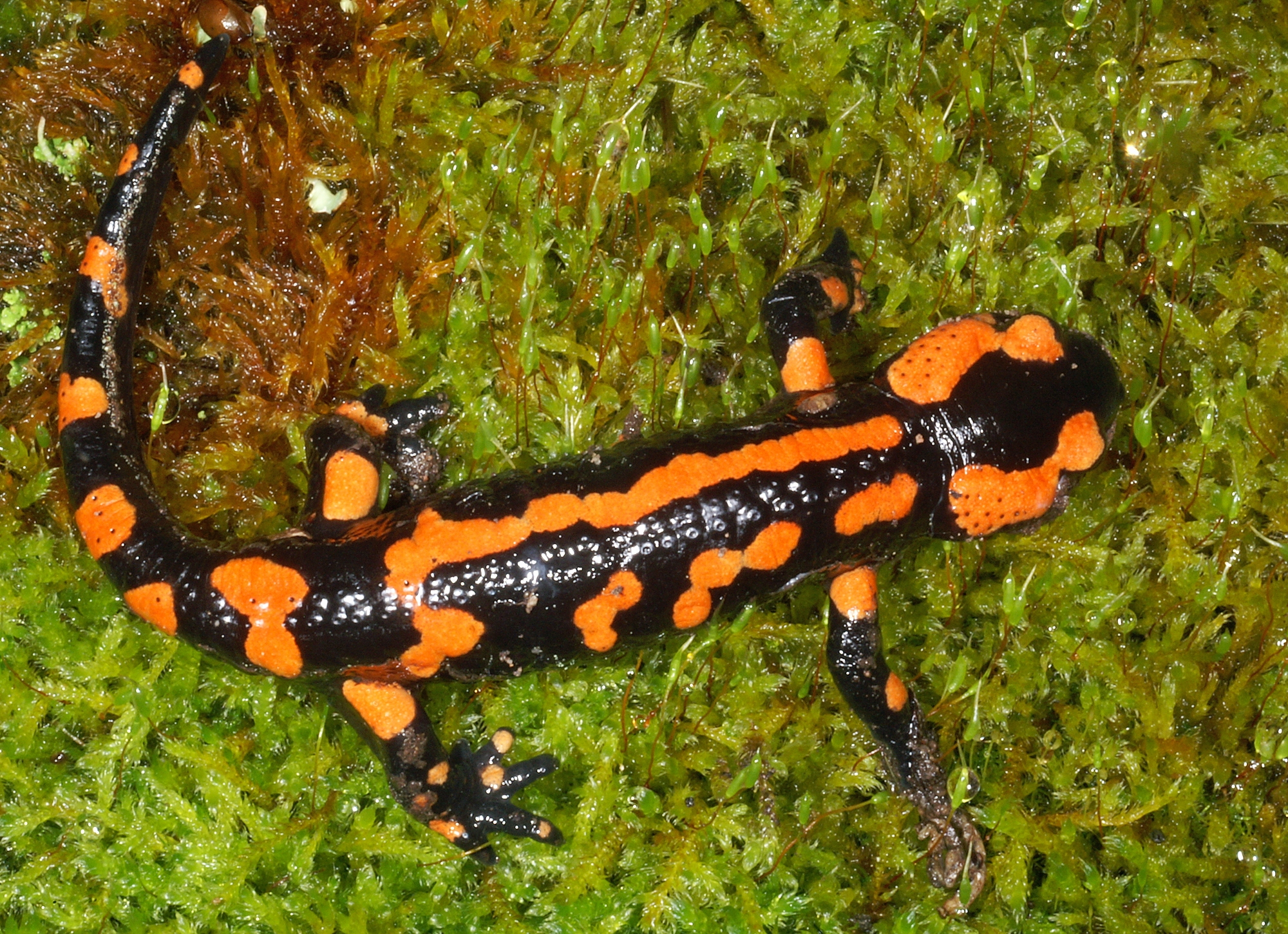
Certains spécimens assez rares, mais pouvant dominer dans certaines localités, ont des taches plutôt orange à rougeâtres, il s'agit de variabilité génétique. Il en existe dans la plupart des sous-espèces.
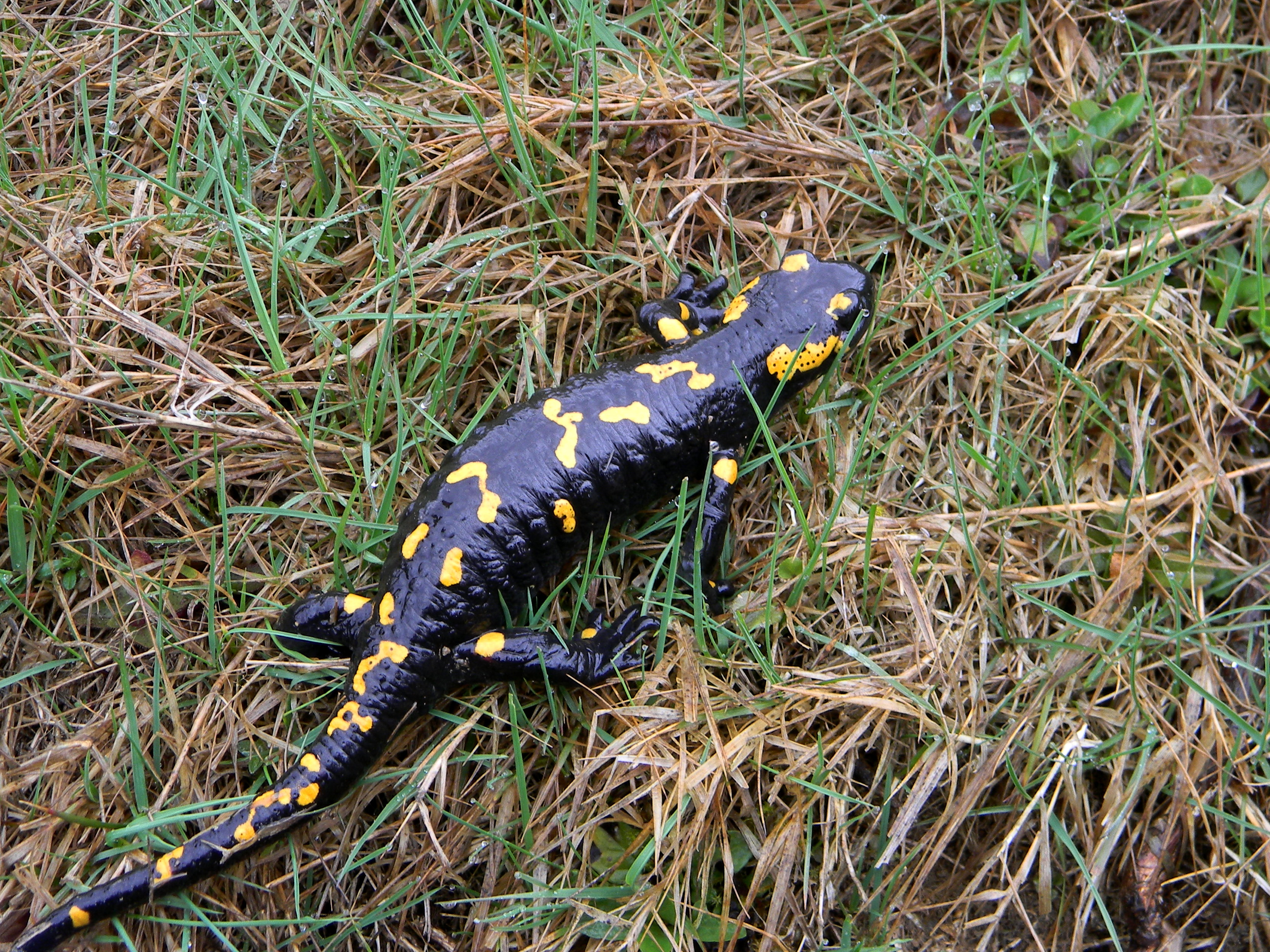
La sous-espèce nominale, S. s. salamandra, a typiquement des taches plus petites et désorganisées sur le dos, non alignées en bandes parallèles.
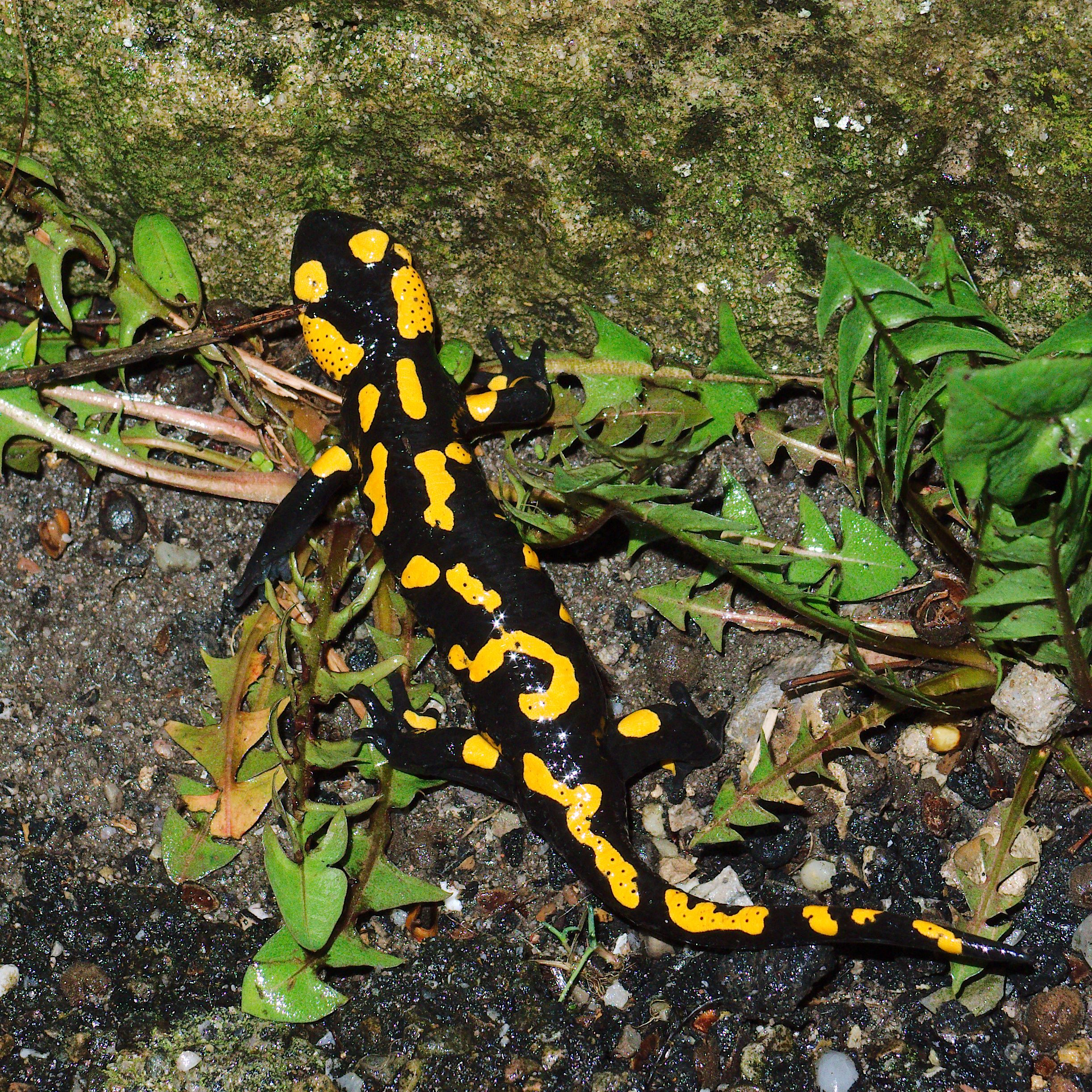
Un individu de la sous-espèce S. s. salamandra avec des taches plus grosses.

### Organe voméro-nasal
Les salamandres disposent d'un organe olfactif supplémentaire à côté du nez, l'organe voméro-nasal. Il s'agit d'une longue bosse à terminaison aveugle située sur la face externe des conduits nasaux, dont l'épithélium contient des cellules olfactives reliées aux nerfs olfactifs du nez. Cet organe est probablement impliqué dans la recherche d'un partenaire sexuel ou aide l'animal à s'orienter sur le terrain.

### Glandes parotoïdes

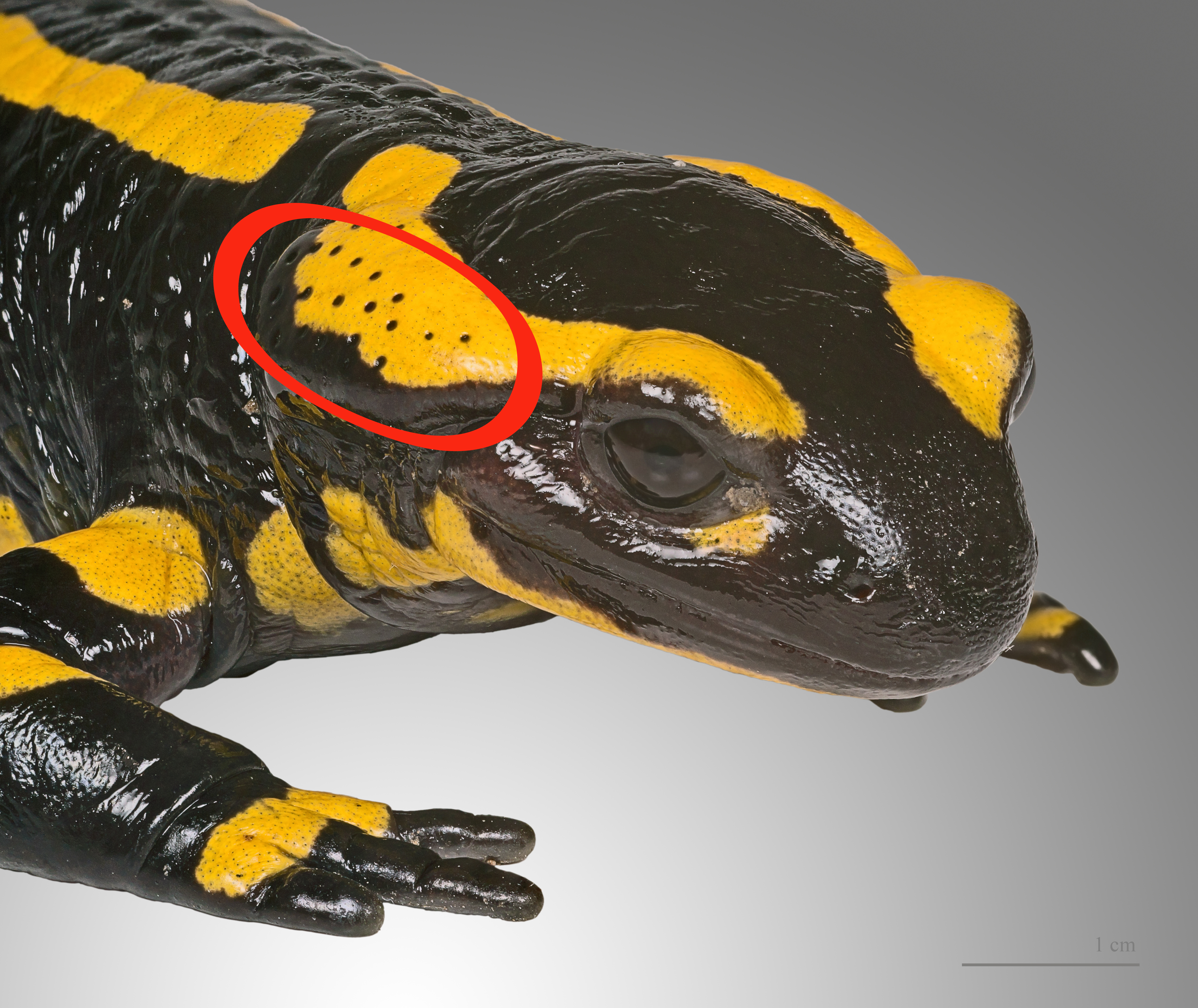
Les glandes parotoïdes de la salamandre tachetée peuvent libérer des sécrétions toxiques

Situées juste derrière les yeux, les très surprenantes glandes parotoïdes (ou parotides) sont caractéristiques de l'espèce, et sont par exemple absentes chez les tritons. Toutefois on les trouve également chez la salamandre noire ou les crapauds (au sens strict, c’est-à-dire le genre Bufo). Pour la protection contre les ennemis, les glandes parotoïdes ainsi que des rangées de glandes dorsales peuvent excréter une sécrétion empoisonnée.

### Sécrétions cutanées

Formule chimique du samandarin, alcaloïde toxique produit par la peau de la salamandre

La peau épaisse et brillante de la salamandre tachetée est munie de nombreuses glandes qui sécrètent une fine couche de mucus empoisonné par une neurotoxine qui agit par contact avec les muqueuses. Les sécrétions produites par les glandes des salamandres tachetées sont classées parmi les alcaloïdes. Jusqu'ici les composés organiques Samandarin (C19H31NO), Samandaridin (C21H31NO) et Samanderon (C22H31N02) ont été identifiés.
Normalement, ces sécrétions ne traversent pas la peau saine humaine, le simple contact ou la manipulation de cet animal est inoffensif et ne provoque pas de réaction pour la plupart des personnes. On note cependant parfois des irritations sur les sujets qui y seraient plus sensibles. Un animal non alerté par les couleurs noire et jaune ou inexpérimenté (comme un chiot ou un chat) qui tente de mordre ou manger une salamandre la rejette généralement immédiatement[réf. nécessaire], et peut être affecté de troubles comme la contraction involontaire des muscles des mâchoires, la rigidité du cou et/ou une forte production de salive, et dans certains cas isolés la mort.
Les sécrétions cutanées servent principalement à inhiber la croissance de bactéries et de champignons à la surface de la peau humide de l'animal (propriétés bactéricides et antifongiques).

### Mue
Les salamandres tachetées subissent des mues successives à intervalles réguliers, notamment au cours de la croissance. Comme pendant le processus de mue la défense par la sécrétion de toxines cutanées est fortement réduite, la salamandre effectue cette procédure essentiellement dans des endroits cachés. Elle commence la mue en frottant sa tête ou sa bouche contre du bois, des pierres ou un autre support. Après que la tête est libérée de la vieille peau, la peau se resserre autour du cou. Si l'ancienne peau enserre trop fortement le cou, cela peut conduire dans certains cas extrêmes à la mort par suffocation, en particulier chez les jeunes spécimens. Au moyen de mouvements saccadés, l'amphibien essaie ensuite de faire descendre la peau sous la poitrine afin de libérer ses pattes avant puis arrière pour finalement se débarrasser complètement de son ancienne peau. L'ancienne peau est souvent mangée[réf. nécessaire].

### Émissions sonores
Les salamandres tachetées, comme les autres membres de la famille des Salamandridae, ne possèdent pas de sacs vocaux comme les Anoures (grenouilles, crapauds, rainettes, etc.). Elles sont néanmoins capables d'émissions sonores, caractérisées tour à tour comme des grognements légers ou des piaulements.
Quelques spécialistes[réf. nécessaire] pensent que les phénomènes bioacoustiques chez la salamandre tachetée sont de « nature coïncidentale » et résultent de mécanismes de pression mécanique de l'air lorsque les animaux sont effrayés. Dans ce cas, ils ne représenteraient pas de vraie communication sonore, ce qui est étayé par le fait que les urodèles ne possèdent pas d'oreille moyenne ni de tympan.

## Mode de vie et comportement
Ne craignant pas les prédateurs, les salamandres se déplacent lentement, et n'hésitent pas à traverser des espaces à découvert, souvent au péril de leur vie quand il s'agit de routes fréquentées.

### Espérance de vie
En captivité la salamandre tachetée peut atteindre un âge avancé. On rapporte ainsi le cas d'une salamandre maintenue de 1863 à 1913 (soit 50 ans) dans un terrarium du Musée zoologique de Göttingen dont la collection a été transférée ultérieurement au Musée Alexander Koenig de l'institut de recherche zoologique de Bonn.
En milieu naturel, une espérance de vie supérieure à 30 ans a été scientifiquement attestée[réf. nécessaire].

### Reproduction

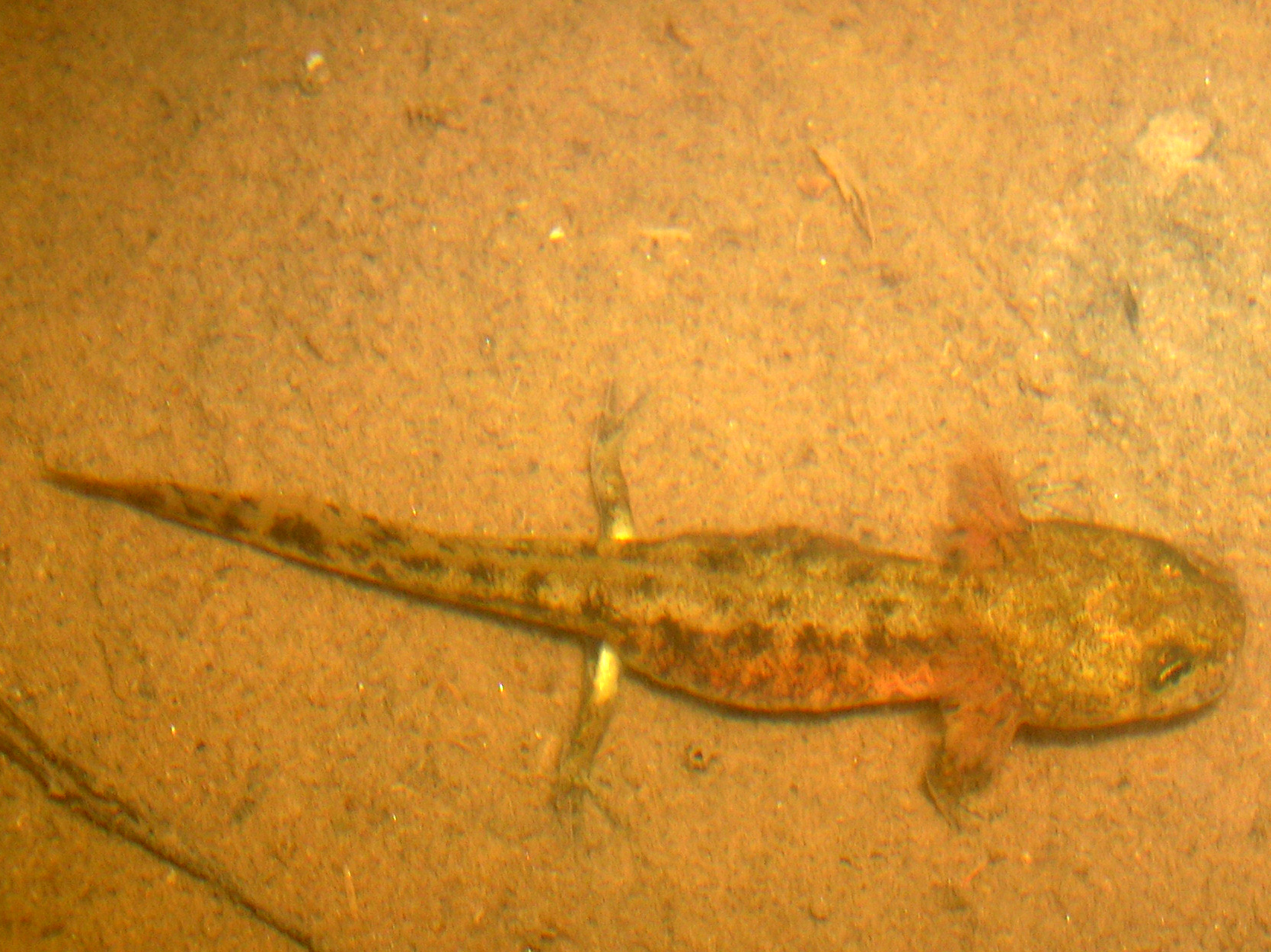
Larve de salamandre tachetée. Les taches jaunes à la base des pattes, caractéristiques, permettent de différencier ces larves de celles des tritons

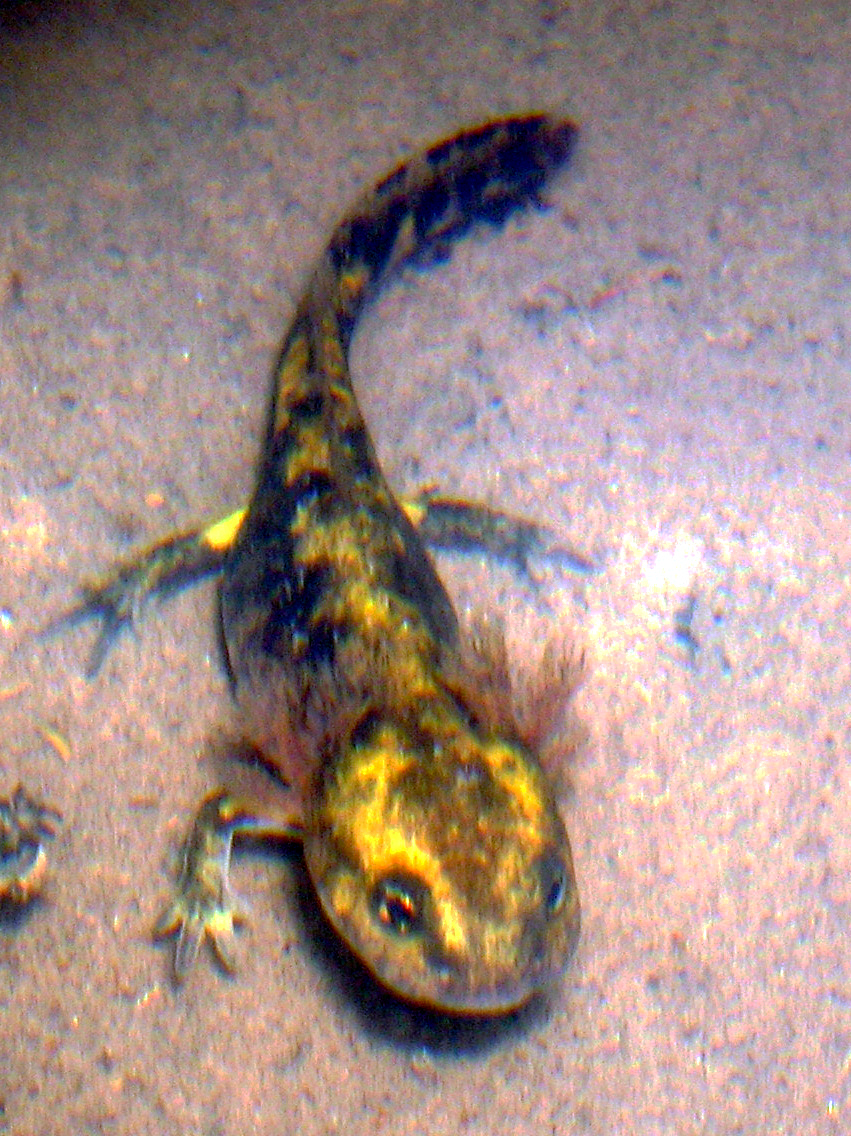
Larve de salamandre tachetée, en fin de développement larvaire

La reproduction de la salamandre tachetée est un cas particulier parmi les amphibiens autochtones d'Europe Centrale. Alors que la plupart des amphibiens se rendent dans des étangs et des mares au printemps durant une certaine période, afin de s'accoupler et d'y déposer leurs œufs, les salamandres tachetées s'accouplent exclusivement hors de l'eau. La période d'accouplement dure d'avril à septembre avec un pic d'activité en juillet. La femelle ne se rend jusqu'à une zone d'eau qu'à la fin de la période embryonnaire, au printemps, afin de déposer les larves.
La salamandre tachetée atteint la maturité sexuelle en 2 à 4 ans. En dehors de la période d'accouplement — par exemple dans leur lieu d'hibernation —, les partenaires sexuels sont difficilement différenciables. Durant l'été cependant le cloaque gonfle et présente une fente longitudinale bien visible chez le mâle. Chez la femelle, la région du cloaque reste plate même durant la période de reproduction. Les partenaires sexuels se rencontrent probablement grâce aux phéromones sécrétées puis au contact physique.
Pour l'accouplement, le mâle se glisse sous la femelle et l'entoure avec ses pattes avant. Au moyen de son cloaque, la femelle absorbe une petite masse de sperme, accrochée au sommet d'un cône gélatineux, le spermatophore, déposé sur le sol par le cloaque du mâle. Les spermatozoïdes peuvent être conservés plusieurs années dans des glandes spécialisées du cloaque, qui constituent une spermathèque. Lors de l'ovulation, ils remontent l'oviducte jusqu'à sa partie antérieure, à la rencontre des ovocytes qui pénètrent par l'ostium. La femelle porte les embryons pendant plusieurs mois dans la partie terminale de l'oviducte communément appelée utérus (on parle de développement intra-utérin). Durant cette phase de développement, les larves sont entourées par des membranes contenant un liquide très fortement concentré en urée. On suppose que cette très forte concentration d'urée contribue à augmenter la vitesse de développement des larves dans la femelle. Pour la naissance des larves, la femelle se rend dans l'eau et dépose la nouvelle génération dans un endroit approprié des berges ; cela se passe essentiellement la nuit. Selon l'âge, la taille corporelle et les conditions d'alimentation de la femelle, des portées de seulement quelques salamandres jusqu'à 70 individus sont ainsi mises au monde, avec une moyenne de 30 larves. Ce nombre est très faible en comparaison de certains amphibiens (les grenouilles en pondent des milliers), mais comme les embryons de salamandre se développent dans le corps de leur mère, les larves résultantes sont mieux formées et ont un meilleur taux de survie. 
Les membranes éclatent au moment du dépôt des larves dans l'eau. C'est ainsi que la salamandre tachetée met bas : on parle d'ovoviviparité ou larviparité. Après un accouplement réussi, la femelle garde en elle la semence du mâle durant plusieurs années. Cette stratégie de reproduction permet à la salamandre de donner de nouvelles générations sur de longues périodes sans forcément avoir de partenaire sexuel.

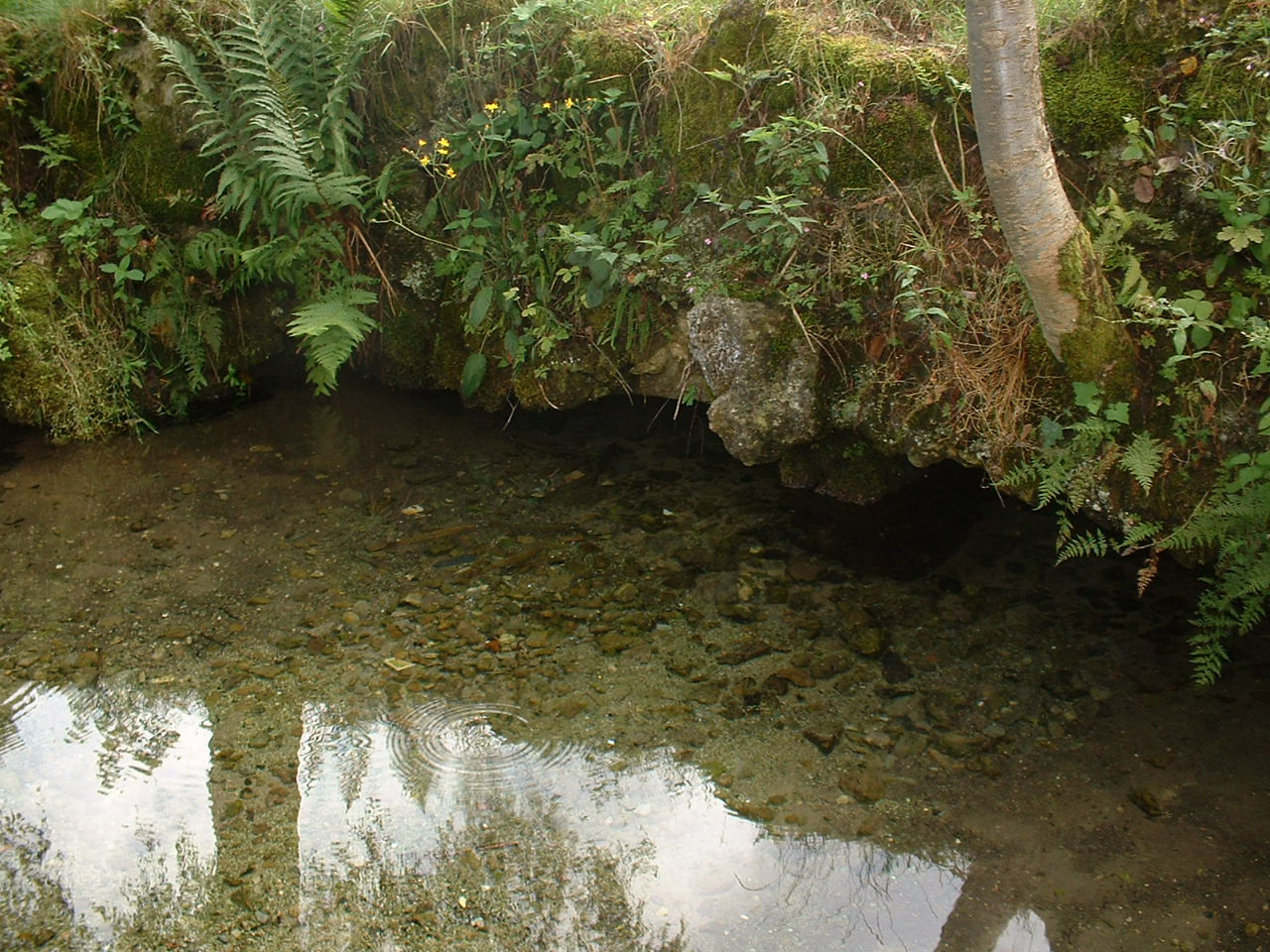
Eaux de source calmes : un habitat naturel pour les larves de salamandre

Les larves de salamandres tachetées, de 25 à 35 millimètres, discrètement colorées, sont mises au monde dans des micro-habitats aquatiques divers : des flaques, des mares, des sources et les petits cours d'eau forestiers,. Chez les populations de salamandres tachetées situées en altitude, on n'observe parfois qu'une nouvelle génération tous les deux ans, ce qui constitue un parallèle intéressant avec la stratégie de reproduction de la salamandre noire.

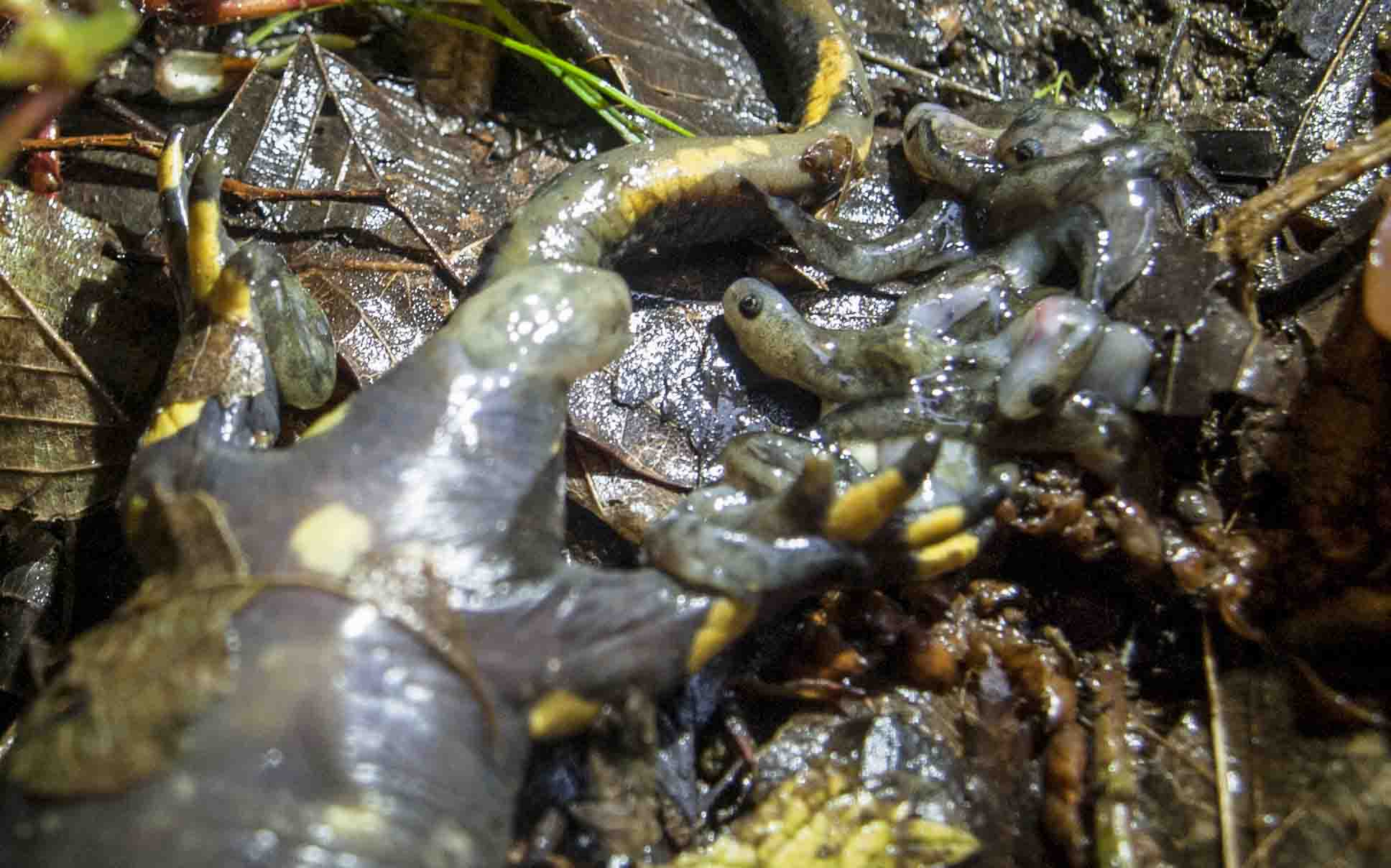
Naissance de salamandres dans la vallée de la Beune, dans le Périgord. Cette mise bas ayant lieu hors de l’eau, il est probable qu’elle ait été déclenchée prématurément, pour une raison inconnue.

Certaines populations de salamandres tachetées du sud de l'Europe sont capables de donner naissance à des jeunes salamandres complètement formées, vivant tout de suite sur terre — comme la salamandre noire — on parle de Viviparité. En 1928, l'herpétologue magdebourgeois Willy George Wolterstorff (1864-1943) rapportait ainsi des observations de naissances de jeunes salamandres complètes (respirant grâce à des poumons) à Oviedo dans le nord de l'Espagne qu'il décrivit avec quelque réserve comme la sous-espèce Salamandra maculosa taeniata forme bernardezi (S. maculosa étant un des synonymes taxonomique de S. salamandra). Cette découverte n'a tout d'abord pas attiré l'attention de la communauté scientifique, et ce n'est que dans les années 1970 que la découverte a été confirmée par d'autres collègues. Il est relativement facile de comprendre que cette évolution visant à mettre au monde des individus complètement formés, que ce soit chez la salamandre tachetée ou la salamandre noire, est une adaptation à des conditions de vie modifiées et parfois extrêmes. Salamandra atra, soumise a un climat glacial dans les Alpes, a peut-être survécu seulement parce que le développement des larves s'effectuait progressivement dans l'abdomen de la femelle. De la même façon, la viviparité peut être interprétée avec la salamandre tachetée en Espagne comme une adaptation aux conditions climatiques de sécheresse (xérothermie) et à la raréfaction de l'eau associée.
La durée de développement des larves de salamandres est plus longue lorsque le climat est plus froid. Ainsi la métamorphose qui donne finalement l'individu terrestre a lieu en général de trois à six mois après la ponte — la durée la plus longue correspondant particulièrement aux eaux froides des stations montagnardes. Dans des conditions très favorables, donc avec une température d'eau plus chaude et une nourriture disponible en quantité suffisante, la métamorphose peut être complète après seulement deux mois. À cette étape, la longueur des animaux atteint environ 50 à 70 millimètres. Des larves de salamandre mises au monde plus tard dans l'année, par exemple durant l'été, sont tout à fait capables, si les conditions de vie sont suffisamment bonnes, d'hiverner à l'état larvaire. Dans de très rares cas, des individus gardent certaines caractéristiques larvaires, même à l'état adulte (phénomène de néoténie).
À terme, et dès le milieu de l'hiver parfois lorsque les conditions sont favorables, les larves sont expulsées dans l'eau où elles poursuivent leur développement en étant déjà pourvues de branchies externes et de leurs quatre membres. Ce n'est que peu de temps avant leur sortie de l'eau qu'apparaîtront les taches colorées typiques de cette espèce.

### Hibernation

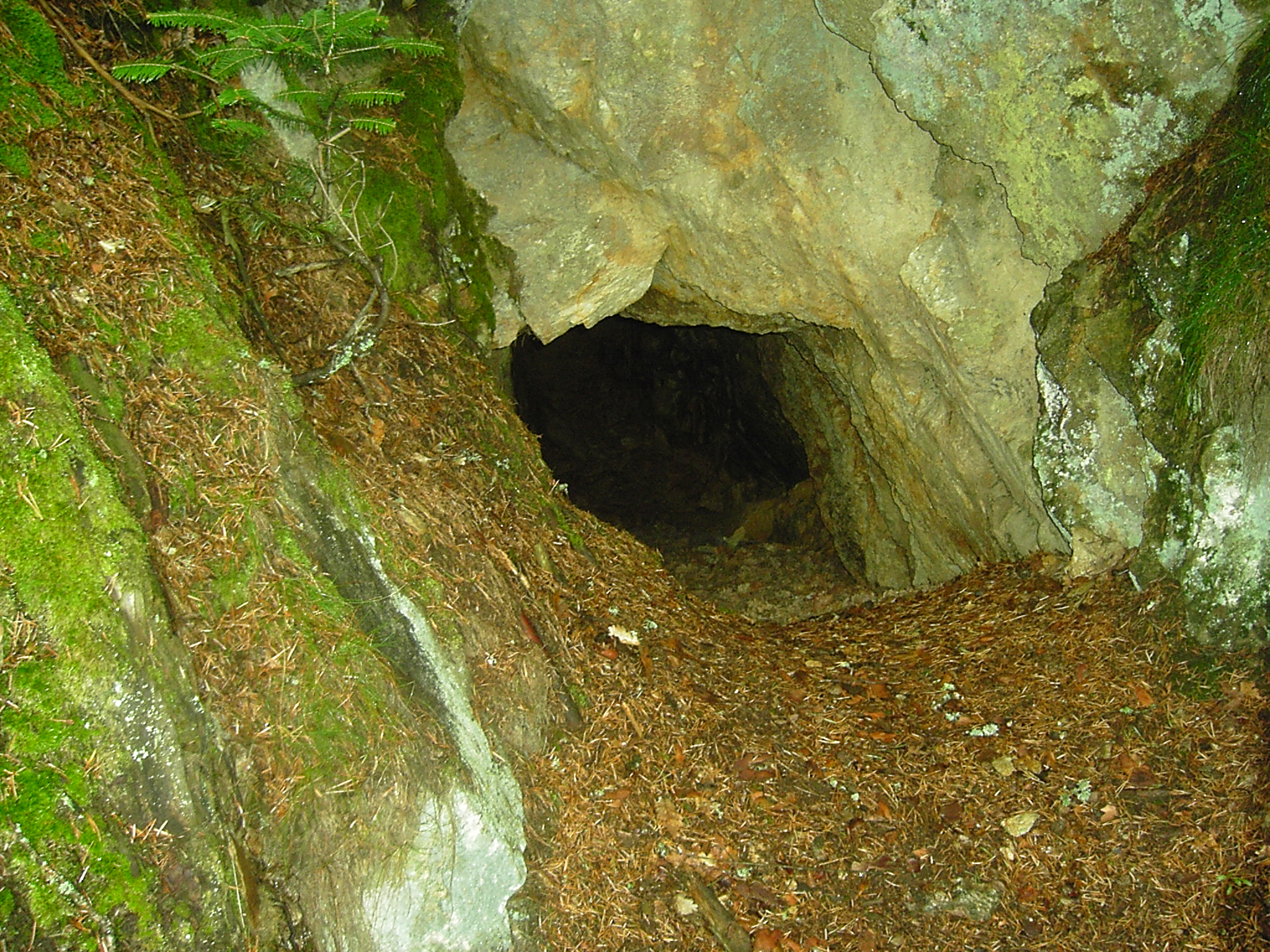
Des grottes ou entrées de mines comme celle-ci sont des lieux souvent choisis pour l'hibernation des salamandres (entre autres)

La salamandre est un animal hibernant. Elle ne rejoint ses quartiers d'hiver que lors des premières nuits de gelée au sol, entre la fin du mois d'octobre et le début du mois de novembre. L'hibernation a lieu essentiellement sous terre, dans des endroits comme des puits, dans des galeries souterraines de mammifères, des anciens tunnels miniers ou même dans des caves. Pour des séjours de longue période dans des caves ou des grottes alimentées en eau, par exemple par une source, la salamandre doit s'adapter aux niveaux d'eau changeants pour éviter de finir noyée (rappelons que l'adulte ne peut pas nager et risque la noyade), en particulier après de fortes pluies ou des chutes de neige. Un spéléologue allemand observe ainsi des stratégies d'adaptation étonnantes chez les salamandres hibernant dans des grottes de réseau karstique en Allemagne ; lors de la montée des eaux, les individus grimpent du sol vers les colonnes rocheuses en hauteur, et attendent la décrue, avant de retourner se cacher pour continuer l'hibernation.
Les salamandres tachetées montrent une étonnante fidélité à leur habitat et reviennent régulièrement sur les mêmes lieux d'hibernation, année après année.
Occasionnellement, par des jours chauds et sans vent, on peut rencontrer des salamandres en extérieur, même durant l'hiver. On rapporte même qu'elles sont capables de résister à un gel léger sur de courtes périodes, avec des températures de l'ordre de −5 °C. Une épaisse couche de neige empêche toutefois toute activité. Avec la fonte des neiges les salamandres redeviennent actives. On peut ainsi assister à la ponte des femelles dès mi-février. D'autres facteurs, comme l'allongement de la durée du jour, l'humidité et les mouvements atmosphériques, jouent également un rôle dans la reprise de l'activité. Des conditions optimales pour observer les salamandres sont une température approximative de +10 °C, accompagnée d'une humidité atmosphérique de 75 à 90 % sans vent.

### Alimentation
Les salamandres adultes se nourrissent dans une large mesure d'organismes invertébrés comme des cloportes, par exemple Porcellio scaber, de petits coléoptères tendres ainsi que de petits spécimens de limaces (Arion sylvaticus, A. subfuscus, A. rufus).
Les vers de terre (Lumbricidae) sont également des proies très appréciées, ainsi que les araignées et les insectes qui sont fréquemment approchés « à la manière du caméléon » et ensuite, selon leur taille, attrapés soit avec la langue soit par un saut suivi d'un coup de mâchoire[réf. nécessaire].
Les salamandres tachetées dévorent généralement tout ce qui n'est pas trop gros par rapport à leur propre taille[réf. nécessaire], et consomment parfois d'autres amphibiens comme des tritons ou de petites grenouilles.
Les petites dents dans les mâchoires ainsi que le palais servent à maintenir la proie pour l'avaler. De vifs mouvements d'oscillation du corps soutiennent le processus en particulier lors de la capture de proies trop grandes. La langue ne joue pas un très grand rôle lors de l'alimentation, du fait qu'elle reste fortement attachée à la partie inférieure de la bouche[réf. nécessaire]. La bouche, la langue et la gorge sont munies de papilles gustatives.
La salamandre emploie différentes méthodes de chasse selon la situation. S'il y a suffisamment de lumière, la chasse est basée essentiellement sur le mouvement de la proie, et la salamandre ignorera les proies immobiles. En revanche, lors d'une chasse nocturne, c'est l'olfaction qui est principalement utilisée ; dans cette situation, la salamandre attaquera sa proie même si elle ne bouge pas, du moment qu'elle est capable de détecter son odeur.[réf. nécessaire]
La nourriture des larves de salamandre tachetée consiste essentiellement en des larves d'insectes comme des plécoptères (par exemple Protonemura auberti), des éphémères (spécialement Ephemera danica), des chironomes (spécialement Prodiamesa olivacea), des simulies, des trichoptères (surtout des espèces sans fourreaux, comme Rhyacophila dorsalis), ainsi que de petits amphipodes comme Gammarus fossarum. Comme pour les adultes, le principe général suivant peut être appliqué aux larves : tout ce qui a une taille inférieure est capturé ; ainsi une larve n'hésite pas à s'attaquer à un têtard[réf. nécessaire]. Les larves de salamandres se développant dans des grottes ou cavernes s'adaptent à la nourriture qui leur est disponible (Niphargus puteanus, Asellus cavaticus essentiellement ainsi que Graeteriella unisetigera. Lorsque la quantité de nourriture est faible et que la densité de larves est élevée, on peut observer des périodes de cannibalisme. On commence alors à observer des restes de membres ou des touffes de branchies déchiquetées. Le cannibalisme peut également être déclenché par de trop grandes différences entre les classes d'âge des larves dans un même point d'eau.

## Faune accompagnatrice

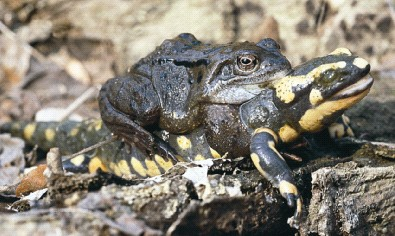
En fin d'hiver, les anoures mâles attendent les femelles qu'ils enserrent par un phénomène réflexe. Ici, un mâle de grenouille rousse se méprend sur son partenaire. C'est un phénomène assez courant.

Dans les biotopes de la salamandre tachetée on trouve aussi fréquemment la grenouille rousse, le crapaud commun et le triton alpestre. D'autres espèces peuvent aussi être rencontrées dans la même région, comme l'alyte accoucheur, la grenouille agile et le triton palmé. Les larves de salamandres quant à elles sont fréquemment accompagnées des planaires Crenobia alpina et Polycelis felina ainsi que de la limace Bythinella dunkeri à proximité des sources (son biotope).

### Prédateurs

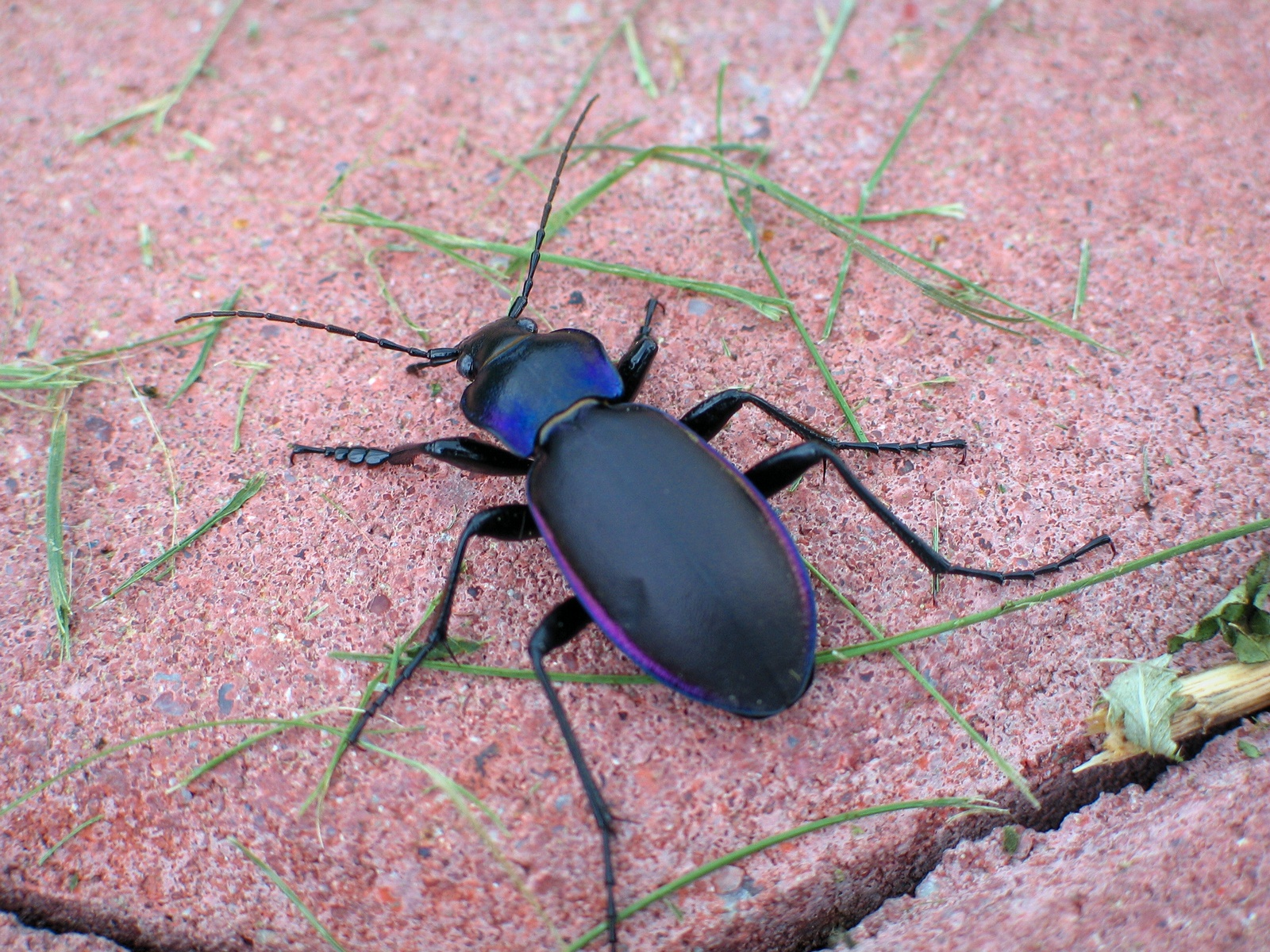
Carabus violaceus vit fréquemment dans les forêts humides. Le carabe capture entre autres des Salamandra salamandra juvéniles chez lesquelles les glandes à venin ne sont pas encore complètement développées.

La meilleure protection de la salamandre tachetée contre ses prédateurs potentiels est sa coloration cutanée, qui alerte les prédateurs sur sa toxicité (les biologistes parlent de coloration aposématique ou de coloration d'avertissement). Par des glandes cutanées parotoïdes et dorsales, elle secrète une substance qui contient un alcaloïde vénéneux : le samandarin (ou la samandarine), qui en plus d'avoir très mauvais goût, est toxique pour les prédateurs qui la consomment (mortel à forte dose).
De ce fait la salamandre adulte n'a pas d'ennemis hormis l'homme. La situation est différente pour les larves et les juvéniles, qui sont attaqués par certaines espèces de carabes forestiers comme Carabus problematicus et Carabus violaceus[réf. nécessaire]. Les carabes dévorent fréquemment la partie ventrale des larves - généralement la partie dorsale reste ainsi que certaines parties de la tête et de la queue. Les larves sont plus fréquemment en danger, puisqu'elles ne sont pas capables de produire de toxines empoisonnées. Parmi leurs prédateurs on trouve les larves d'odonates (notamment Cordulegaster boltonii et Cordulegaster bidentata). D'autres prédateurs importants sont les poissons déjà cités comme la truite fario, le saumon de fontaine et le chabot commun, en particulier lorsque les larves de salamandres se retrouvent plus bas en plaine dans des zones poissonneuses. Également la rare musaraigne aquatique (Neomys fodiens) chasse de temps à autre les larves de salamandre.

### Parasites
L'infestation de salamandres tachetées adultes par des parasites externes, également appelés ectoparasites. Les parasites vivant à l'intérieur du corps, ou endoparasites, sont présents chez la salamandre tachetée. On a ainsi observé une population de salamandres dans le Taunus (montagne moyenne dans le Land de Hesse en Allemagne) porteuses du ver à tête épineuse (famille des acanthocéphales) Pomphorhynchus laevis. Le parasite était localisé dans le foie des larves de salamandre, où on en a trouvé jusqu'à cinq exemplaires. Une atteinte directe aux amphibiens n'a pourtant pas pu être déterminée malgré ce taux d'infestation. De façon isolée, ont été observées des infections de nématodes dans l’intestin et la muqueuse de la bouche.

## Répartition

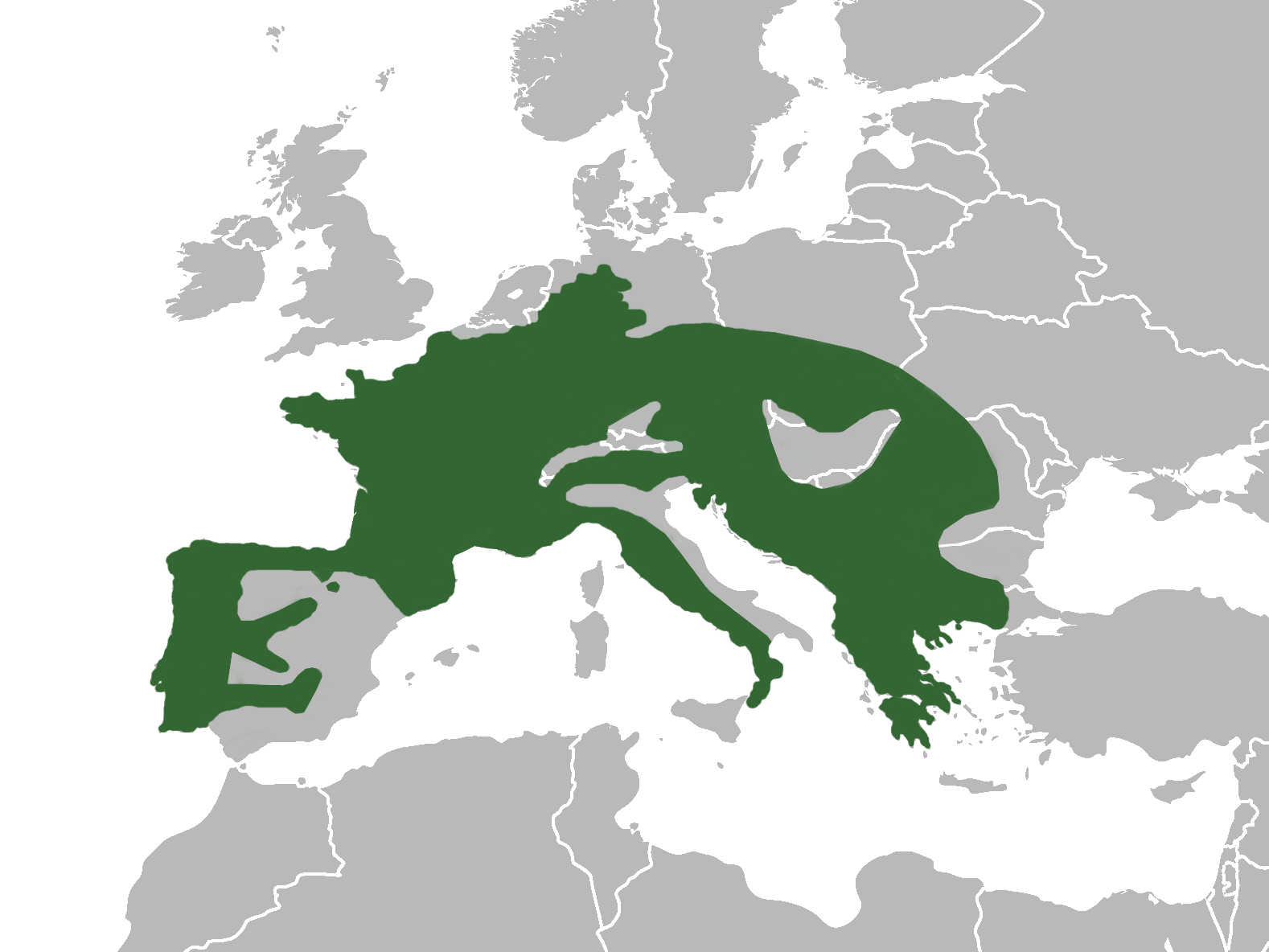
Répartition

Sa distribution s'étend sur de larges parties de l'Europe de l’Ouest, centrale, méridionale et du sud-est. Sa limite septentrionale passe par le nord de la Belgique, le sud des Pays-Bas, l'Allemagne du Nord et de l'Est aux environs du cours de l'Elbe, et la bordure sud de la Pologne. Elle est présente vers le sud-est le long des Carpates jusqu'en Ukraine et Roumanie, et vers le sud par-delà la Bulgarie jusqu'en Grèce, où la répartition de l'espèce suit partiellement les montagnes du sud-est de l'Europe. La limite de répartition de la salamandre tachetée au sud-ouest de l'Europe est formée par la péninsule Ibérique où elle est bien présente dans le nord et l'ouest de l'Espagne ainsi que dans l'ensemble du Portugal, tandis qu'elle est absente de certaines parties du centre, du sud et de l'est de l'Espagne. En Italie elle est présente jusqu'à l’extrême sud de la péninsule mais est absente des îles et de la plaine du Pô.
Elle est absente du Royaume-Uni et de l'Irlande, de toute la Scandinavie, de l'Anatolie et des îles méditerranéennes.

### Répartition en France

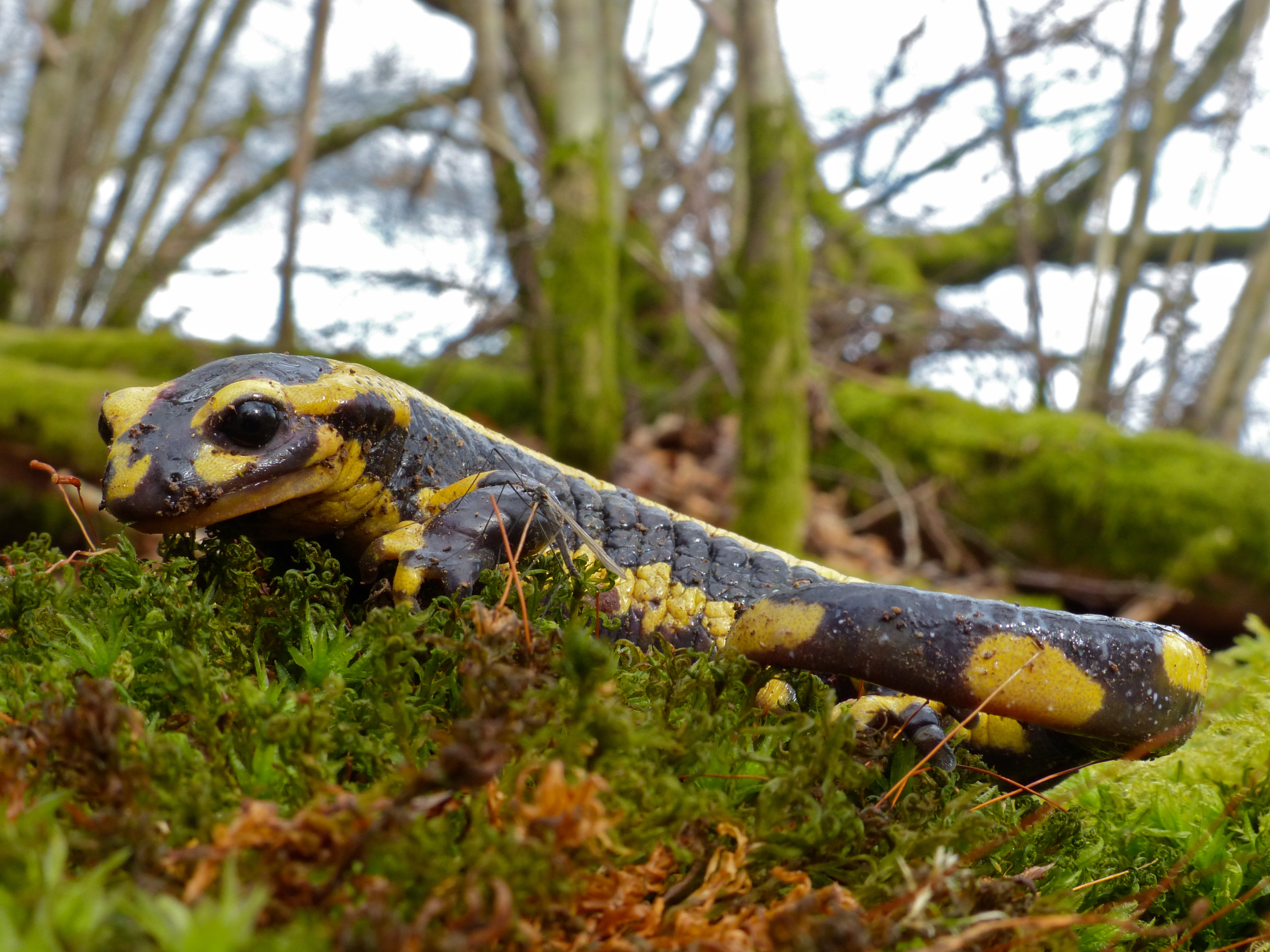
Une salamandre en forêt d'Écouves (Orne, France)

La salamandre tachetée est l'amphibien le plus répandu en France, aussi bien en plaine qu'en montagne. Sa présence est attestée dans la totalité des départements de France métropolitaine, à l’exception de la Corse. Elle est remplacée en Corse par Salamandra corsica, la salamandre de Corse, une espèce très proche et ressemblante, autrefois considérée comme une simple sous-espèce de la salamandre tachetée mais aujourd'hui classée comme une espèce distincte.
Trois sous-espèces sont présentes en France :
La sous-espèce Salamandra salamandra fastuosa peuple l'ouest et le centre des Pyrénées, le Pays basque et le Béarn, à peu près au sud d'un ligne passant par Bayonne, Lourdes, Bagnères-de-Bigorre et Lannemezan. Elle cohabite par endroits avec la sous-espèce terrestris (environs de Luchon et Sarrouilles).
La sous-espèce Salamandra salamandra salamandra peuple toute l'Europe centrale et orientale, mais elle est peu répandue en France. On la trouve seulement dans le sud-est, dans les Alpes-Maritimes, à l'est du Var, et dans une partie des Alpes-de-Haute-Provence et des Hautes-Alpes.
La sous-espèce Salamandra salamandra terrestris est de loin la plus répandue en France. L'essentiel du territoire est peuplé par cette sous-espèce. Au sud, on la trouve dans la moitié orientale des Pyrénées, à l'est de la zone peuplée par la sous-espèce fastuosa, et elle est commune dans une grande partie de la Provence à l'ouest de la zone peuplée par la sous-espèce nominale, comme dans le massif des Maures, y compris sur le littoral. Mais elle absente dans toute une région côtière allant des Bouches-du-Rhône à l'Aude, ce qui constitue la plus grande zone d'absence de l'espèce en France. Dans les Bouches-du-Rhône, quelques individus ont cependant été recensés en 2022 sur la commune de Jouques. Au nord, elle est abondante dans les forêts de plaine subsistantes du Nord-Pas-de-Calais, comme les forêts de Nieppe, de Saint-Amand et de Mormal ou les forêts et bocages du Boulonnais, mais elle est moins fréquente dans les hêtraies plus élevées des collines de l’Artois et du nord de la Picardie, simplement à cause du manque de point d'eau pour la reproduction (l'eau s’infiltre rapidement dans le sous-sol crayeux). À l'ouest, elle habite les nombreux petits vallons boisés et les bocages denses de Bretagne, ainsi que les landes littorales, jusqu'aux pointes du Finistère. Et à l'est, alors qu'elle est très commune dans toute la Lorraine et dans les forêts des Vosges, elle est singulièrement absente dans la majeure partie de la plaine d'Alsace en dessous de 200 m, ce qui constitue la deuxième zone d'absence de l'espèce en France, mais elle est présente au nord de la plaine, dans la forêt de Haguenau.
La plupart des forêts du Bassin parisien (au sens large) accueillent cette salamandre, par exemple en Sologne, où elle est réputée abondante et est devenue l'emblème du département de Loir-et-Cher (en référence à l'emblème du roi François Ier, qui fit orner le château de Chambord de nombreuses gravures de salamandres). Elle est considérée comme indigène du département de Paris car elle était autrefois présente au bois de Boulogne jusqu'au début du XXe siècle, et dans le bois de Vincennes jusqu'à la fin de ce même siècle. Elle est aujourd'hui toujours bien présente dans la majorité des forêts d'Île-de-France, avec cependant une absence remarquée dans le massif de Fontainebleau, probablement à cause des sols filtrants et de la grande rareté des micro-habitats aquatiques qui caractérisent ce massif, alors qu'elle est commune en Brie juste de l'autre côté de la Seine, où le sous-sol marneux est favorable au maintien de nombreux points d'eau forestiers. La salamandre tachetée se rencontre également dans la plupart des forêts de feuillus ou mixtes du Massif central et du Bassin aquitain, à toutes altitudes. Elle est considérée comme très commune en Dordogne par exemple (la ville de Sarlat en a fait son emblème). Elle est présente aussi bien dans les hêtraies d'altitude d'Auvergne que dans les vallées des Causses, dans les petits bois qui parsèment la campagne autour de Toulouse, et bien qu'elle soit réputée absente des pinèdes littorales, on la trouve tout de même dans des forêts mixtes de pins maritimes lorsqu'elles sont accompagnées de chênes verts sur la côte atlantique ou entrecoupées de chênaies pédonculées plus humides, comme dans la forêt de Suzac au bord de l'estuaire de la Gironde. La seule zone d'absence semble être une bande littorale du massif des Landes de Gascogne, mais elle est très présente à l'intérieur et au nord de ce massif. Dans les Alpes, elle peuple surtout l'étage des forêts de feuillus et mixtes, jusqu'aux hêtraies-sapinières, mais elle peut monter jusqu'à 2 000 m d'altitude, dans certains alpages pierreux aux abords de plans d'eau qui permettent sa reproduction.

### Répartition en Belgique
De manière générale, cette espèce est commune dans les bois et forêts de feuillus de Belgique. Elle y est représentée uniquement par la sous-espèce S. s. terrestris, tout comme dans les régions voisines de France et d'Allemagne. Pouvant être très abondante en Wallonie, la salamandre tachetée se raréfie vers le nord en Flandre (surtout au nord de Bruxelles), où elle est en limite nord de son aire de répartition (elle est absente de la majeure partie des Pays-Bas). La rareté et le morcellement très ancien des habitats favorables (forêts de feuillus), explique probablement cette raréfaction dans les plaines du nord, car le climat est en réalité un peu plus chaud au nord de la Flandre que dans les collines boisées de Wallonie où l'espèce est encore très commune. Elle est aussi moins présente sur les plateaux les plus élevés des Ardennes, y compris en zones boisées (souvent par des conifères), puis redevient commune au sud, en Lorraine belge.

### Répartition en Allemagne

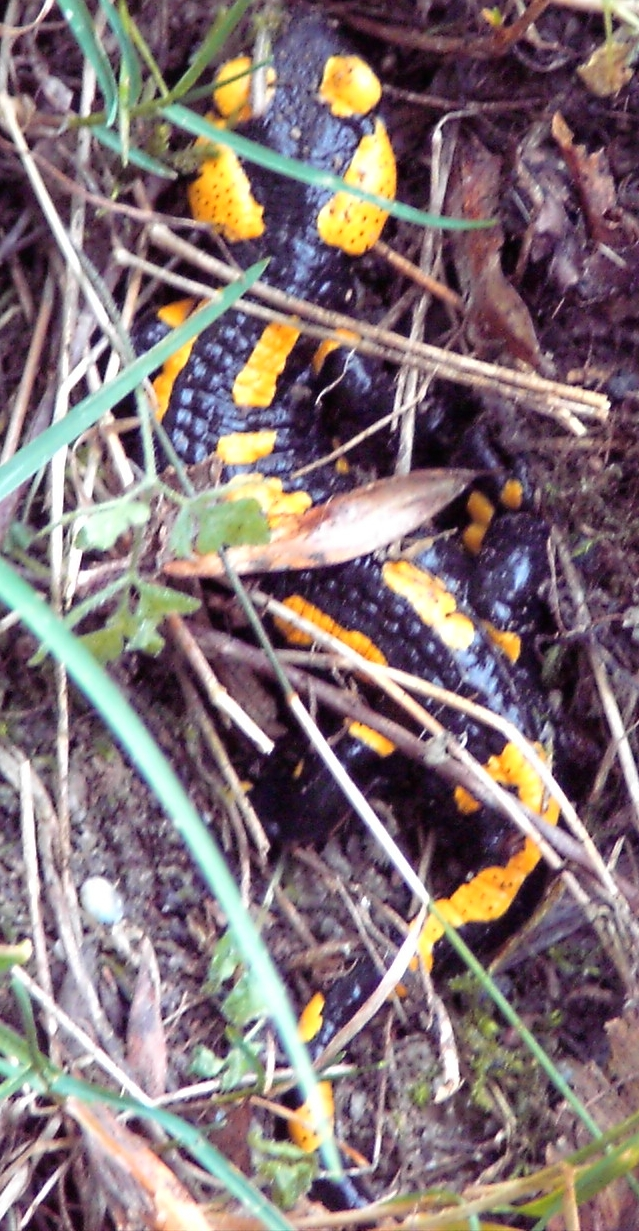
Salamandre dans sa cache journalière, camouflée par la végétation.

La salamandre tachetée se trouve principalement dans les régions où subsistent des forêts anciennes de feuillus, ainsi on la trouve surtout dans les collines boisées et les régions montagneuses, en particulier dans l'ouest, le centre et le sud-ouest du pays. S'y ajoute une série de régions interconnectées comme les monts Métallifères, le nord et l'est de la Bavière. Dans le Nord de l'Allemagne se trouvent quelques populations isolées, en particulier dans la région des landes de Lunebourg. L'espèce est absente du nord-est du pays, elle n'est présente que très ponctuellement à l'est de l'Elbe, ce qui constitue sa limite de répartition nord-est en Europe. Au sud-est de la Bavière, au sud du Danube, une importante région non peuplée existe également. Quelques stations de salamandre tachetée sont encore très certainement inconnues.
La répartition altitudinale la plus fréquente en Allemagne est approximativement de 200 à 450 mètres ; mais des populations sont connues au-delà de cette limite, par exemple à 650 mètres d'altitude dans le massif montagneux du Harz et à 1 000 mètres dans la Forêt-Noire et les Alpes. Dans la région naturelle du "Vorderer dans l'Odenwald" par exemple, dans le secteur autour d'Heidelberg, la salamandre tachetée est encore très commune. La topographie dans ce secteur est très variée ; les pentes boisées voisines du massif du Königstuhl (jusqu'à 566 mètres d'altitude), très abruptes, présentent de nombreux petits ravins et plusieurs vallées annexes dans la vallée du Neckar et la plaine du Rhin. Les ravins riches en végétation ont une humidité de l'air supérieure à la moyenne et sont accompagnés de ruisseaux clairs et d'innombrables petites lames d'eau, qui satisfont idéalement aux exigences de la salamandre tachetée. En revanche elle est presque absente dans les basses plaines du Rhin, tout comme en Alsace voisine en France. En Allemagne on a parfois interprété que cette espèce éviterait les plaines et les basses vallées, mais c'est en réalité un trompe-l’œil qui s'explique par la relative rareté des habitats favorables et préservés dans cette situation. Ainsi dans le nord-ouest, il existe des populations en Rhénanie-du-Nord-Westphalie et en Basse-Saxe dans des forêts de plaine en dessous de 100 mètres d'altitude, par exemple dans la réserve naturelle de la forêt de Hasbruch dans le district d'Oldenbourg (25 mètres d'altitude).

## Habitat

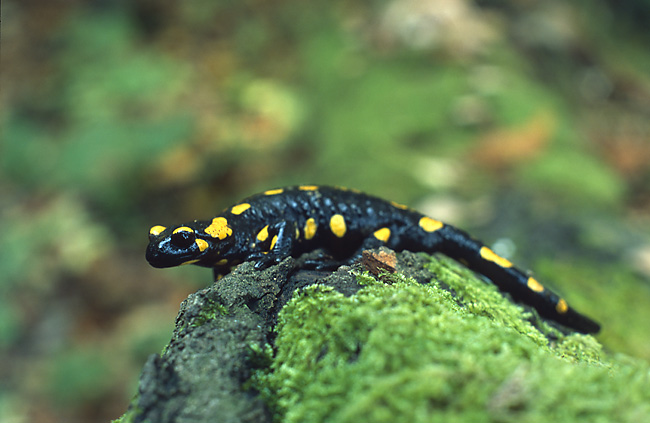
La salamandre est un animal forestier, des landes ou du bocage dense.

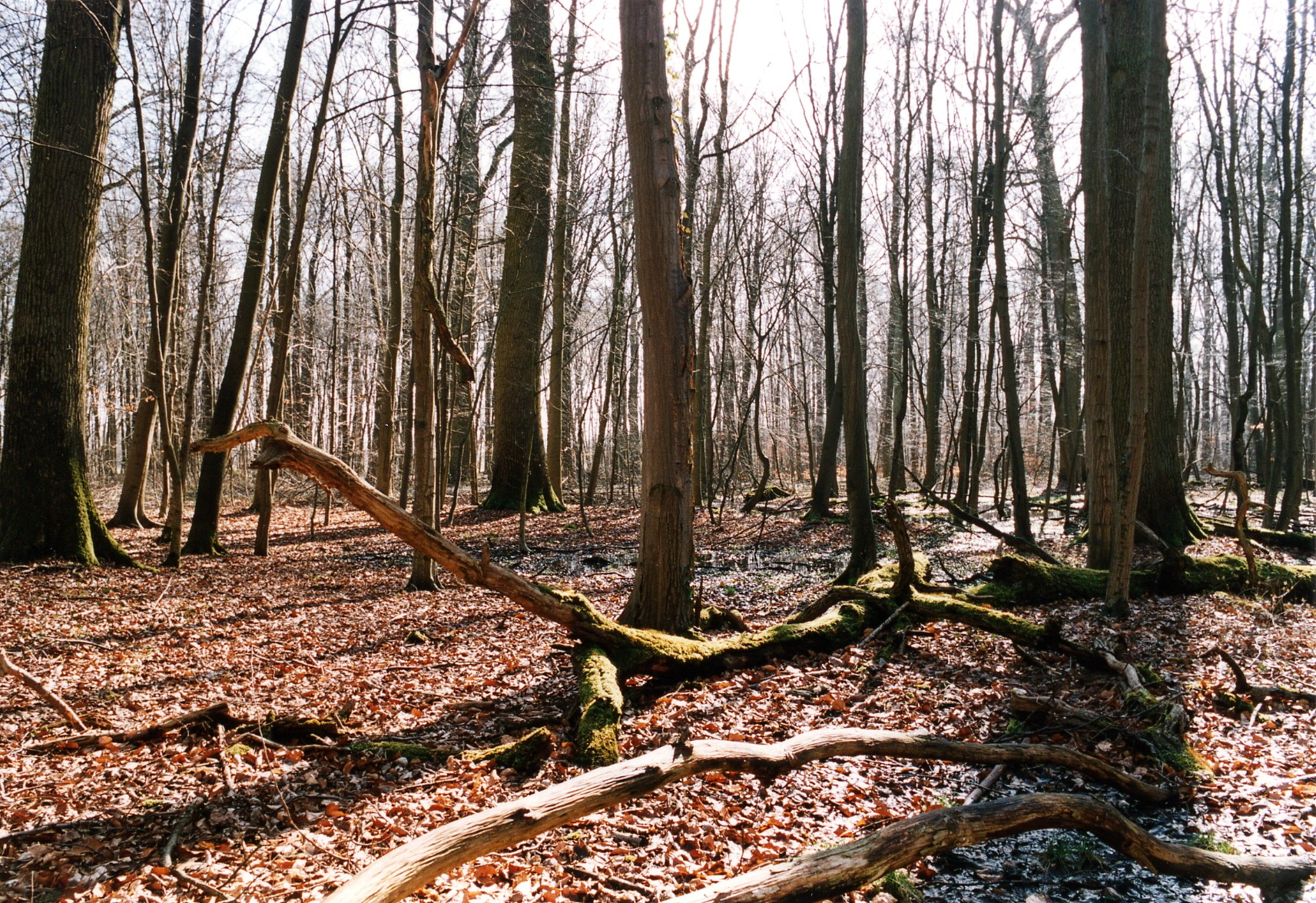
Les forêts fraiches et humides de moyenne montagne, avec du bois mort au sol, sont très appréciées.

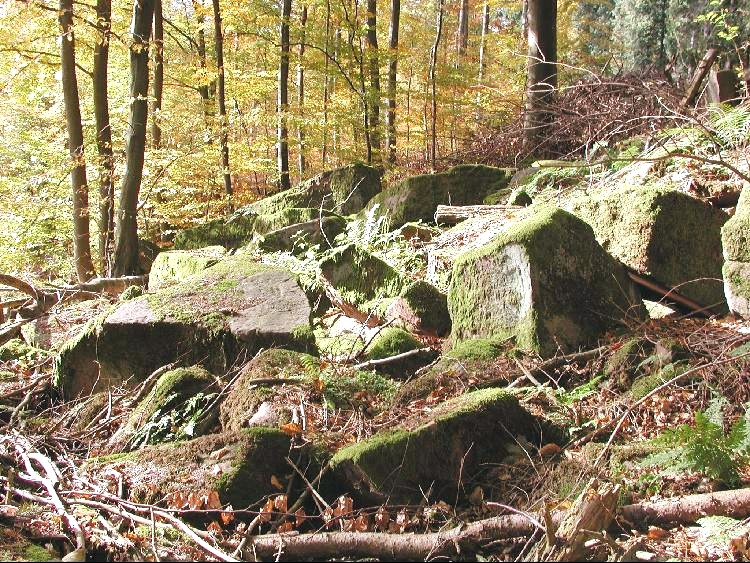
Les éboulis rocheux en forêt, avec de multiples cachettes, constituent un des habitats les plus favorables.

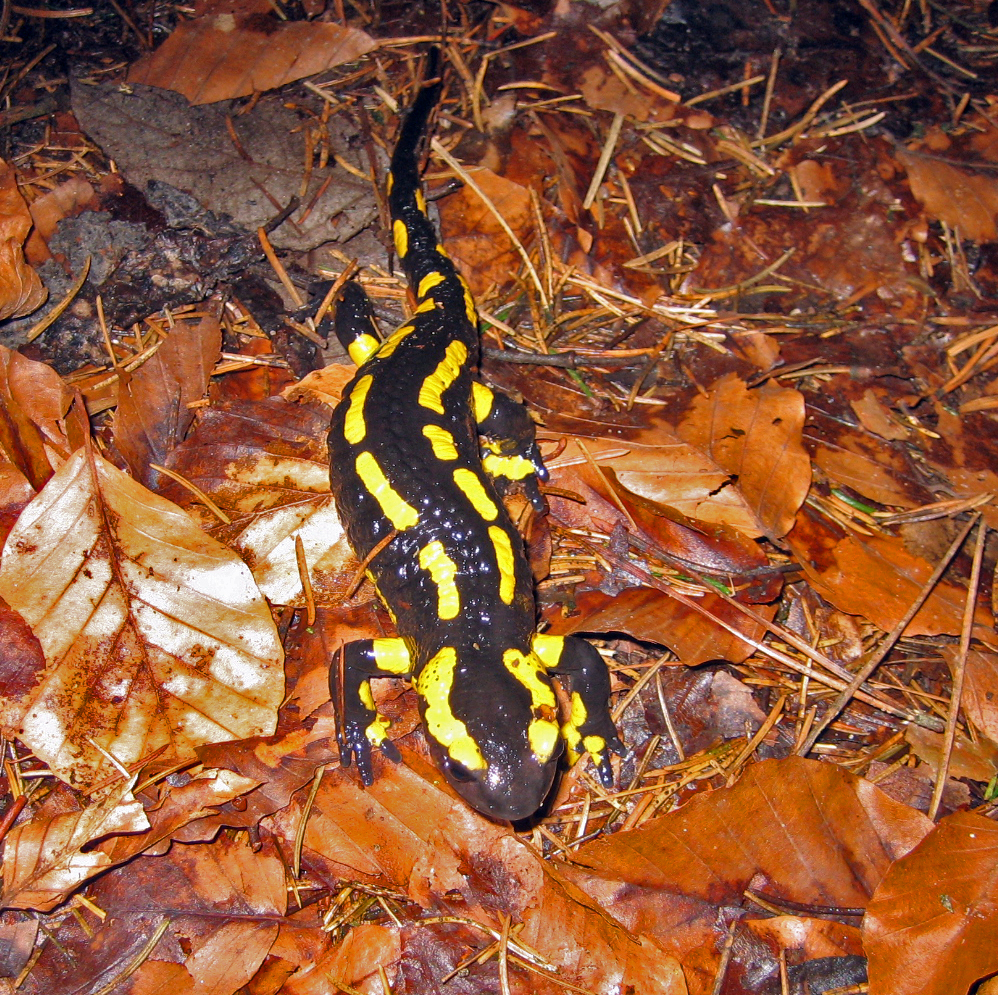
La salamandre aime les endroits frais et humides. Parfois en été on peut la voir proche des sous bois après des orages. Ici la sous-espèce S. s. terrestris.

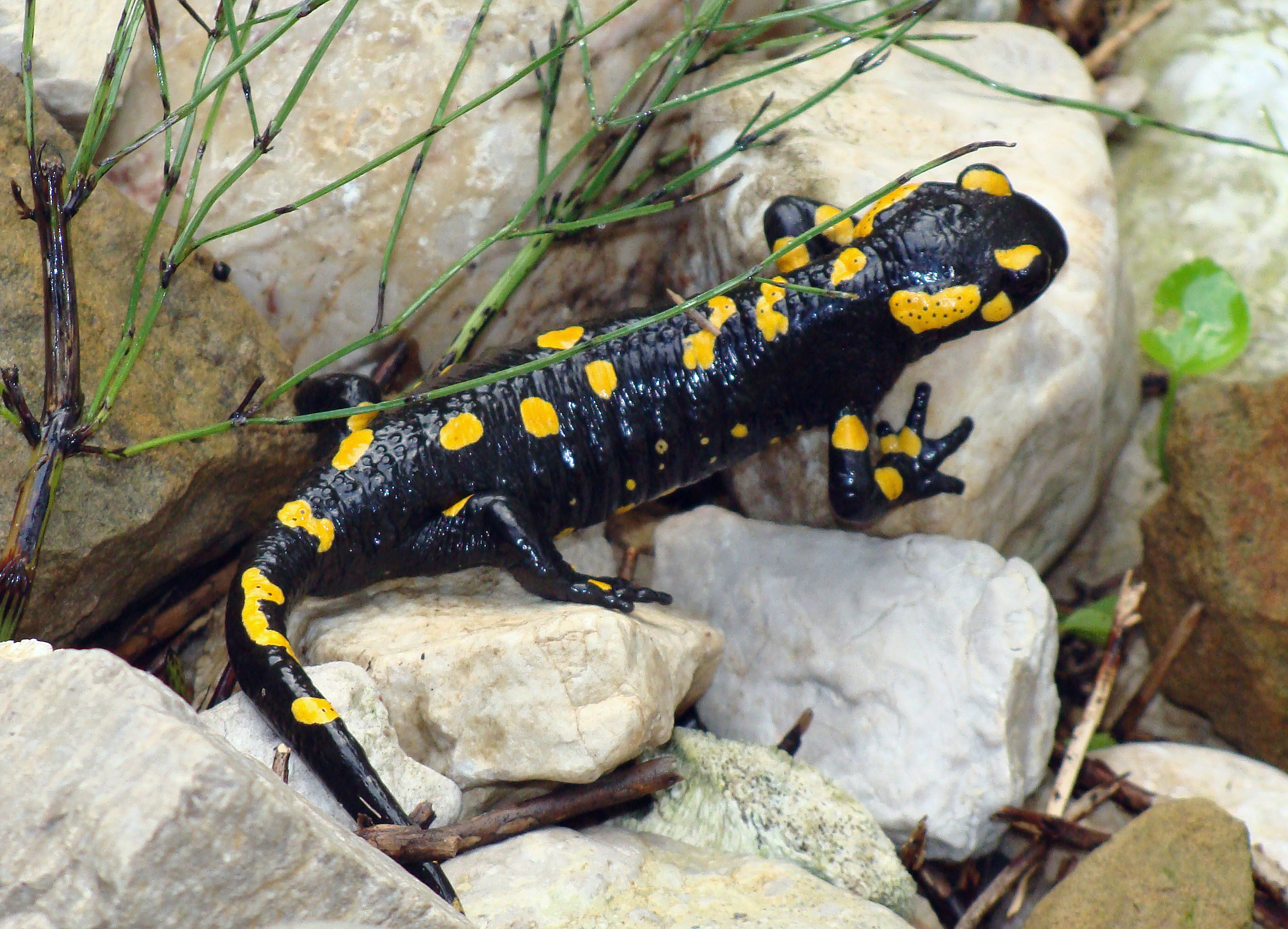
Salamandre tachetée sortant de sa cachette, à Monteaperta (S. s. salamandra).

Chez la salamandre tachetée, seule la larve est aquatique. Contrairement aux tritons européens, les salamandres adultes sont des animaux exclusivement terrestres, elles sont dans une large mesure indépendantes des eaux de surface. Nombre de salamandres sont mortes noyées dans des aquariums où on avait cru - à tort - pouvoir les faire vivre, car elles ne savent presque pas nager. Mises dans l'eau, elles ne savent que serpenter frénétiquement pour rester à la surface et trouver le plus rapidement possible de quoi s’accrocher et sortir de l'eau, mais elles s'épuisent ainsi rapidement, comme pour un lézard ou un petit mammifère terrestre qui serait mis dans la même situation.
Cette espèce peuple surtout les milieux forestiers. Elle préfère les forêts de feuillus et les boisements mixtes, qui présentent une certaine humidité au sol. Elle peuple souvent les hêtraies et les chênaies sous climat océanique, continental modéré et montagnard. Les plus importantes densités de salamandres se trouvent plutôt en bordure de forêt, plus riche en végétation et en proies. Quel que soit le climat, les boisements purs de conifères sont en général évités, bien que soient parfois tolérées les forêts de sapin avec une couche herbacée et muscinale bien développée. Elle évite également les forêts alluviales régulièrement inondables. On la trouve aussi en milieu ouvert, comme les prairies bien pourvues en cachettes (haies des bocages, murets de pierre). Dans les régions plus sèches au climat méditerranéen, elle peuple surtout les micro-habitats qui restent humides toute l'année: bas des pentes boisées exposées au nord, abords de sources et ruisseaux, gorges ombragées, etc., mais on peut aussi la trouver sous les tas de pierres dans les garrigues, les oliveraies et les forêts de chêne vert. Elle peut habiter des villages et plus rarement des villes s'il y a un peu de végétation et des cachettes humides dans les murs. Accessoirement on peut trouver la salamandre tachetée dans les cimetières boisés avec de vieux arbres, à proximité de zones forestières ; cet habitat de substitution propose de nombreux avantages aux salamandres.
Dans les habitats de bonne qualité, les densités de population sont souvent élevées. Deux études dans les Pyrénées septentrionaux (France) ont ainsi calculés des densités de 294 et 390 individus adultes à l'hectare, une étude semblable dans une forêt de Westphalie (Allemagne) en a compté 317 à l'hectare. Mais cette densité peut être localement plus élevée dans des zones très favorables, comme les éboulis rocheux ombragés riches en cachettes et en nourriture. Malgré cela, les promeneurs en forêt ou les ramasseurs de champignons font rarement la rencontre avec cet amphibien car, même si le biotope correspond à l'habitat de la salamandre, son mode de vie est caché et elle s'active essentiellement la nuit durant les épisodes de mauvais temps. Elles peuvent être établies dans un habitat depuis plusieurs décennies sans que personne les aperçoive jamais, en dépit de leurs couleurs remarquables.
Les salamandres tachetées adultes passent leur existence cachées dans toutes sortes de petites cavités humides des milieux boisés: sous le bois mort, dans des troncs d'arbres pourris, et sous les racines des arbres, sous le bois coupé entreposé (les bucherons rencontrent régulièrement des salamandres lorsqu'ils enlèvent du bois qui était entreposé sur le sol en forêt), sous les pierres et dans les fissures rocheuses, des recoins de grottes, les ruines envahies par la végétation, les murets de pierre, ou encore dans des trous recouverts de végétation couchée, mais aussi dans le système lacunaire du sol, notamment dans les galeries de petits mammifères. Dans les jardins à proximité des zones boisées, on peut trouver des salamandres sous toutes sortes d'objets longuement posés sur le sol, comme des jardinières, des taules, des bâches, des dalles de terrasse, des tas de branches, etc. Il lui arrive de pénétrer dans les caves ou les garages humides. Comme d'autres amphibiens, on peut la trouver dans les fosses de regard des compteurs d'eau, du fait de l'humidité et de la chaleur, et elle peut éventuellement y rester piégée si les parois sont trop lisses et que rien n'est prévu pour permettre à la petite faune d'en sortir.
La présence de points d'eau dans les environs est indispensable pour la reproduction. Les femelles adultes ne migrent pas sur de longues distances pour rejoindre une zone de mise bas, contrairement au crapaud commun par exemple. Les populations adultes ne peuvent donc pas s'établir durablement au delà de quelques centaines de mètres des eaux nécessaires au développement des larves. Mais en la matière, la salamandre tachetée est l'un des amphibiens les moins exigeants. Des mares forestières ou péri-forestières très diverses sont notamment utilisées. Elles sont souvent complètement ombragées mais peuvent être ensoleillées. La végétation aquatique n'est pas nécessaire, mais sa présence n'est pas gênante. Des trous d'obus (fréquents dans les forêts du nord de la France) peuvent faire l'affaire, mais aussi de simples fossés, ou même des ornières, des chablis et autres grandes flaques, si elles peuvent rester en eau au moins jusqu'à la fin de la métamorphose des larves. On trouve fréquemment des larves dans de minuscules flaques qui s’assécheront avant leur maturité, ce qui semble indiquer que les femelles soient peu sélectives sur la taille et la qualité des points d'eau où elles mettent bas. L'autre type d'habitat très utilisé est constitué par les sources calmes et les petits ruisseaux forestiers, ainsi que les ruisselets plus torrentueux qui sont généralement dotés de zones calmes comme des micro-vasques et des petits plans d'eau formés par des embâcles. Ce sont les habitats de prédilection pour la reproduction de la salamandre au sein des forêts des régions vallonnées, où ce sont les principaux milieux aquatiques disponibles. Les auges des fontaines forestières sont fréquemment occupées. Un suintement permanent de quelques millimètres de hauteur d'eau peut parfois suffire au développement d'une portée de larve. On en rencontre également dans des petits bras morts de cours d'eau plus importants, et en bordure de certains lacs de montagne. Les larves peuvent donc vivre dans des eaux de source claires et pauvres en nutriments, dans les eaux courantes froides et bien oxygénées, ou inversement dans des eaux stagnantes, souvent chargées en feuilles mortes et très assombries par la matière organique, et aussi bien dans l'eau alcaline des sources tuffeuses que dans les gouilles des tourbières acides. Cependant, les grands plans d'eau poissonneux et les ruisseaux à truites ne conviennent pas, car la plupart des poissons sont de redoutables prédateurs qui anéantissent les larves,,.

## Systématique
L'espèce Salamandra salamandra a été décrite  par le naturaliste suédois Carl von Linné en 1758, sous le nom initial de Lacerta salamandra.

### Synonymes
- Lacerta salamandra Linnaeus, 1758 Protonyme
- Salamandra candida Laurenti, 1768
- Salamandra maculosa Laurenti, 1768
- Salamandra terrestris Houttuyn, 1782
- Salamandra terrestris Lacépède, 1788
- Salamandra terrestris Bonnaterre, 1789
- Triton vulgaris Rafinesque, 1814
- Salamandra maculata Merrem, 1820
- Salamandra vulgaris Cloquet, 1827
- Triton corthyphorus Leydig, 1867
- Salamandra maculosa var. europaea Bedriaga, 1883
- Salamandra maculosa var. gallaica López-Seoane, 1885 "1884"
- Salamandra maculosa var. molleri Bedriaga, 1889
- Salamandra maculosa var. nigriventris Dürigen, 1897
- Salamandra maculosa var. typica Bedriaga, 1897 "1896"
- Salamandra maculosa var. taeniata Dürigen, 1897
- Salamandra maculosa var. quadri-virgata Dürigen, 1897
- Salamandra maculosa var. coccinea Schweizerbarth, 1909
- Salamandra maculata Schreiber, 1912
- Salamandra maculosa fastuosa Schreiber, 1912
- Salamandra maculosa var. speciosa Schreiber, 1912
- Salamandra salamandra carpathica Calinescu, 1931
- Salamandra maculosa bejarae Wolterstorff, 1934
- Salamandra maculosa bezarae Wolterstorff, 1934
- Salamandra salamandra almanzoris Müller & Hellmich, 1935
- Salamandra almanzoris Müller & Hellmich, 1935
- Salamandra salamandra hispanica Wolterstorff, 1937
- Salamandra salamandra albanica Gayda, 1940 "1939"
- Salamandra salamandra thuringica Gayda, 1940 "1939"
- Salamandra salamandra francica Sochurek & Gayda, 1941

Le synonyme Salamandra maculosa a été jusqu'en 1955 le nom scientifique courant.

### Taxinomie
Sous-espèces selon Dubois & Raffaëlli, 2009 :
- Salamandra salamandra crespoi Malkmus, 1983, région de l'Algarve, à l'extrême Sud du Portugal, est souvent très grand avec des taches jaunes aux contours irréguliers et mal définis.
- Salamandra salamandra morenica Joger & Steinfartz, 1994, identifié en 1994 dans la Sierra Morena, près de Cazalla de la Sierra dans la province de Séville en Espagne, possède de petites taches, avec beaucoup de rouge sur la tête et moins sur le corps, la queue et les pattes.
- Salamandra salamandra alfredschmidti Köhler & Steinfartz, 2006, présente en Espagne seulement dans la vallée de Tendi, en Asturies.
- Salamandra salamandra bernardezi Wolterstorff, 1928, en Asturies, et en Galice septentrionale et orientale, en Espagne ; les individus ressemblent à fastuosa, mais sont souvent plus petits. Certaines populations sont néanmoins très différentes, uniformément marron avec la tête jaune.
- Salamandra salamandra fastuosa Schreiber, 1912 dans les Pyrénées centrales et occidentale et l'Est de la cordillère Cantabrique ; les taches jaunes forment deux lignes dorsales continues avec une ligne supplémentaire sur chaque flanc ; la sous-espèce bonalli est désormais considérée comme un synonyme de fastuosa[17]
- Salamandra salamandra gigliolii Eiselt & Lanza, 1956 en Italie méridionale ; souvent très colorés en jaune, ces individus peuvent présenter des taches rouges sur le ventre.
- Salamandra salamandra bejarae Wolterstorff, 1934, massifs montagneux d'Espagne Centrale.
- Salamandra salamandra beschkovi Obst, 1981, dans les monts Pirin en Bulgarie ; les animaux présentent des extrémités courtes, et ont parfois une bande médiane jaune sur le dos.
- Salamandra salamandra gallaica López-Seoane, 1885 "1884" dans tout le Portugal et une partie du Nord de l'Espagne, a des taches souvent ternes et rougeâtres sur la tête.
- Salamandra salamandra salamandra (Linnaeus, 1758), sous-espèce nominale, en Europe Centrale et méridionale ; cette sous-espèce présente un motif irrégulier de taches jaunes, parfois orange.
- Salamandra salamandra terrestris Lacépède, 1788 en Europe occidentale (grande majorité de la France, Benelux, Allemagne) : les taches jaunes forment souvent deux lignes discontinues le long du dos. En France, c'est très majoritairement cette sous-espèce que l'on rencontre.
- Salamandra salamandra werneri Sochurek & Gayda, 1941 sur le Mont Pélion en Grèce.

Des observations qui intègrent une étroite aire de diffusion de Salamandra salamandra en Afrique du Nord (dans le Nord du Maroc avec des présences ponctuelles et isolées en Algérie voire en Tunisie) ainsi que de plus petits secteurs au Proche-Orient (entre autres en Turquie, au Liban et dans le Nord d'Israël) n'ont pas encore pris en considération ces évolutions dans la classification.
Les sous-espèces fastuosa et bernadezi sont vivipares  - les autres sont ovovivipares. La plupart du temps, les sous-espèces possèdent des caractéristiques de coloration permettant de  les identifier facilement (par exemple gigliolii est presque toute jaune), mais de grandes variations interindividuelles existent au sein d'une même sous-espèce ou d'une population. La sous-espèce bernardezi constitue un exemple parfait de ce phénomène.
Du fait des recherches en génétique, des taxons anciennement considérés comme des sous-espèces de Salamandra salamandra sont désormais considérés comme des espèces à part entière :
- Salamandra corsica Savi, 1838
- Salamandra algira Bedriaga, 1883,
- Salamandra infraimmaculata (Martens, 1885).
- Salamandra longirostris Joger & Steinfartz, 1994

### Phylogenèse
W. Herre, entre autres, a consacré beaucoup de temps à des études anatomiques comparées d'urodèles fossiles. Il a réussi à mettre clairement en évidence quelques relations de parenté entre ces formes fossiles et l'espèce actuelle Salamandra. Ainsi des fossiles du  Miocène moyen présentent des points communs morphologiques avec des urodèles vivant de nos jours, comme une ossification de plus en plus solide du crâne et de la courroie dorsale, un palais pourvu de dents.

## La Salamandre tachetée et l'Homme

### Historique

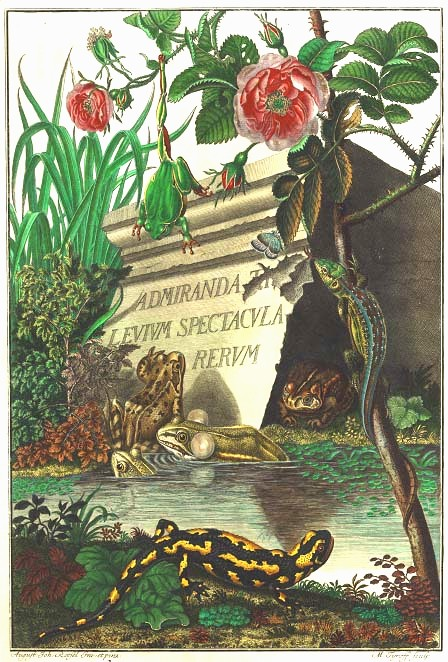
Illustration historique de Rösel von Rosenhof, 1758

La salamandre tachetée a depuis longtemps gagné la confiance de l'Homme, du fait de son apparence particulière. Sa forte notoriété n'a cependant pas toujours été à son avantage. La salamandre a été longtemps considérée comme engendrée par le feu ou capable d'y survivre. Il est en tout cas probable que des salamandres cachées ou hivernant dans des bois morts, aient autrefois été vues s'échappant d'un foyer de cheminée laissant penser qu'elles aient été engendrées par le feu ou y résistant. Le nom commun de « salamandre de feu » dérive de cette croyance. Ce mythe explique que l'animal symbolise les génies du feu souterrain pour les alchimistes cabalistes,.
Cette croyance apparait déjà en 1590, dans le travail de Joachim Camerarius de Nuremberg « Symbolorum et Emblematum ex Aquatilibus et Reptilibus » où il mentionne :
« Voyez la salamandre qui traverse les flammes. C'est aussi toujours le propre de la pureté de rester indemne. »
Par la suite, les différentes représentations de la salamandre tachetée, par exemple dans les livres d'emblêmes du Moyen Âge tardif, lui donnent plus de similitudes avec un reptile, rappelant plutôt « une créature draconique ». La salamandre tachetée n'échappe à cette convention de représentation qu'au milieu du XVIIe siècle par un vernis du peintre anversois Jan van Kessel (1626 - 1679), une représentation naturaliste où la salamandre tachetée figure au milieu d'un ensemble de 39 insectes et reptiles différents. Malgré une classification systématique erronée (même Carl von Linné se pliait également au départ au consensus de son époque et désignait l'espèce comme Lacerta salamandra - Lacerta signifiant lézard en latin), ce vernis rappelle déjà un panneau d'instruction orienté didactiquement sur la biologie.
Certains Rois de France, tel François Ier firent de la salamandre un emblème royal, comme en témoigne notamment la salamandre sculptée en bas-relief au-dessus de la porte d'honneur du château d'Amboise.
Une des plus décoratives et en même temps des plus exactes salamandres tachetée a été fournie par l'aquarelliste et graveur sur cuivre de Nuremberg August Johann Rösel von Rosenhof (1705 - 1759) dans son panneau enluminé de 1758 « Historia naturalis ranarum nostratium ». Avec la parution de ce travail s'est développée dans le même temps les premières étapes d'une herpétologie plus scientifique. Amphibiens et reptiles furent alors libérés de leur symbolique négative, de la magie et la superstition.

La compréhension de l'animal s'affine, levant les préjugés anciens :
« Les habitants de la campagne sont dans le préjugé que la Salamandre est très dangereuse, ils en redoute jusqu'à l'aspect ; c'est une erreur aussi grossière qu'elle est ancienne; la Salamandre n'est nullement venimeuse, on peut la toucher et la prendre avec la main nue sans aucun danger. Cet animal est si doux qu'il ne cherche pas même à mordre la main qui la saisit. »
— Gary Fortuné (1845:p62)

### Menaces et protections
La salamandre tachetée n'est pas menacée à l'échelle globale de son aire de répartition. Elle est l'un des amphibiens les plus abondants dans les forêts de feuillus, et peu de menaces pèsent actuellement sur cet habitat qui couvre des surfaces plus ou moins importantes selon les régions. En Wallonie par exemple, elle est probablement le seul amphibien à ne pas avoir connu de régression marquée depuis plusieurs décennies.
Jusqu'à un passé récent, la discrétion de cette espèce l'a souvent fait passer à tort pour rare et menacée dans de nombreux lieux. Des prospections plus ciblées et adaptées à cette espèce permettent aujourd'hui de mieux connaître son statut dans les différentes parties de sa répartition.
Cette bonne situation générale ne doit cependant pas masquer les menaces existantes à l'échelle locale, notamment dans les régions peu boisées où l'espèce ne subsiste que sous forme de populations relictuelles. Les populations des bocages ont probablement beaucoup régressé du fait de la disparition des haies et des bosquets avec l'agriculture intensive, bien que le bocage n'ait jamais été son habitat de prédilection. Très localement, l'enrésinement d'anciennes forêts de feuillus pourrait la faire régresser, mais aussi la suppression de points d'eau forestiers nécessaires à sa reproduction (empierrement des ornières des chemins forestiers, création d'étangs poissonneux à l'emplacement de ruisseaux, captages de sources, pollution, drainage, etc.),.

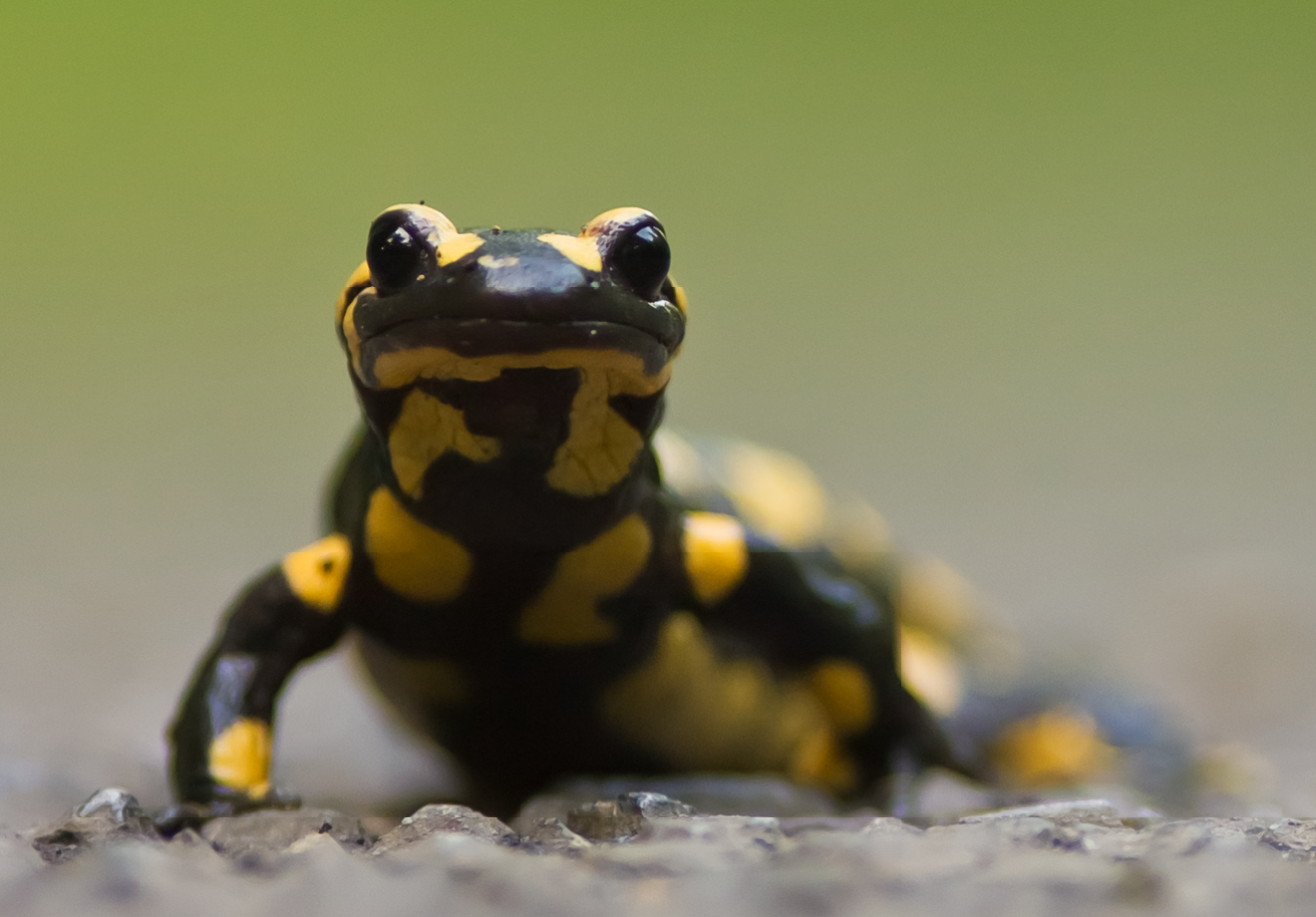
Spécimen photographié sur une route dans la banlieue de Toulouse. Les salamandres sont souvent victimes du trafic routier (roadkill)

La salamandre semble attirée par le macadam chaud et humide des routes après les pluies d'été. De nombreux cadavres sont trouvés sur ces routes lorsqu'elles sont fréquentées (phénomène de roadkill). On peut observer très localement des rassemblements de plusieurs centaines voire milliers d'individus sur les routes à proximité des forêts, et parfois une grande partie d'entre-eux meurent écrasés sous les pneus des voitures. La fragmentation des habitats naturels d'un nombre croissant de forêts, bosquets et petits bois, par les routes, constitue très certainement une des principales menaces à l'échelle locale, en plus d'induire probablement un appauvrissement génétique par isolement des populations.
Dans les zones sub-urbanisées, de nombreuses salamandres meurent aussi piégées, dans des trous, citernes, égouts, fosses septiques, arrosoirs, etc. dont elles ne savent pas ressortir. À la différence des tritons, les salamandres adultes ne peuvent escalader une paroi lisse ou verticale. Il n'est pas exclu que l'adulte ou la larve puisse être affecté par l'éclairage artificiel de leurs milieux (c'est le cas pour de nombreux autres amphibiens, qui se montrent expérimentalement perturbés par l'éclairage nocturne). La pollution ou la canalisation des ruisseaux dans ces zones peut aussi affecter les habitats de reproduction.
Une nouvelle menace bien plus importante semble actuellement se profiler pour cette espèce : l'apparition d'une maladie émergente très virulente, provoquée par un champignon originaire d'Asie du nom de Batrachochytrium salamandrivorans. Ce champignon, introduit par le biais des tritons d'aquarium originaires d'Asie, est capable d'anéantir des populations entières de salamandres européennes, comme cela fut constaté pour les seules populations connues aux Pays-Bas, aujourd'hui presque disparues. En 2017, la présence de ce pathogène fut détectée en Wallonie. En 2019, il a aussi été détecté en Espagne,. Pour le moment, on n'a pas encore constaté de mortalité massive comme celle qui s'est produite aux Pays-Bas. Dans le cas des salamandres, les mortalités massives sont difficiles à mettre en évidence, l'observation d'animaux morts étant peu fréquent lorsque cela survient.
Salamandra salamandra  est protégée dans la plupart des pays d'Europe via son inscription à l'annexe III de la Convention de Berne. Des pays, n'ayant pas adhéré à la Convention de Berne, la protègent également (comme l'Ukraine à partir de 2000). En France elle est protégée nationalement au même titre que tous les amphibiens.

#### Publications originales
- Eiselt & Lanza, 1956 : Salamandra salamandra gigliolii subsp. nov. aus Italien. Abhandlungen und Berichte für Naturkunde. Musem für Naturkunde, Magdeburg, vol. 9, p. 3-11.
- Joger & Steinfartz, 1994 : Zur subspezifischen Gleiderung der südiberischen Feuersalamander (Salamandra salamandra-complex). Abhandlungen und Berichte für Naturkunde. Musem für Naturkunde, Magdeburg, vol. 17, p. 83-98.
- Köhler & Steinfartz, 2006 : A new subspecies of the fire salamander, Salamandra salamandra (Linnaeus, 1758) from the Tendi valley, Asturias; Spain. - Salamandra, vol. 42, no 1, p. 13-20 (texte intégral).
- Malkmus, 1983 : Beschreibung einer neuen form des Feuersalamanders der Serra de Monchique (Portugal): Salamanadra salamandra (gallaica) crespoi n. subsp. (Amphibia, Urodela, Salamandridae). Faunistische Abhandlungen. Staatliches Museum für Tierkunde in Dresden, vol. 10, p. 169-174.
- Lacépède, 1788 : Histoire Naturelle des Quadrupèdes Ovipares et des Serpens, des Poisson et des Cetaces, vol. 2, p. 1-462 (texte intégral).
- Linnaeus, 1758 : Systema naturae. 10th edition. vol. 1, L. Salvii Holmiae (« texte intégral »(Archive.org • Wikiwix • Archive.is • Google • Que faire ?)).
- Obst, 1981 : Der Feuersalamander des Pirin-Gebirge in Bulgarien als Salamandra salamandra beschkovi subsp. n. eine vorlaufige Mitteilung (Amphibia, Urodela, Salamandridae). Faunistische Abhandlungen. Staatliches Museum für Tierkunde in Dresden, vol. 8, p. 197-201.
- Sochurek & Gayda, 1941 : Ueber die Lurche und Kriechtiere bei Wien, mit Untersuchungen über den Rassenkreis des Feuersalamanders. Das Aquarium. Die Fachzeitschrift des Naturfreundes. Berlin, vol. 15, p. 43-44.
- Schreiber, 1912 : Herpetologia Europaea. Eine systematische Bearbeitung der Amphibien und Reptilien, welche bisher in Europe aufgefunden sind. Second Edition [Jena]: Gustav Fischer, p. 1-960 (texte intégral).
- Seoane, 1885 1884 : Identidad de Lacerta schreiberi (Bedriaga) y Lacerta viridis var. Gadovii (BOULENGER), é investigaciones herpetologicas de Galicia. La Coruña, p. 1-19 (texte intégral).
- Wolterstorff, 1928 : Bollmolche-gebärende Feuersalamander aus Oviedo. Blätter für Aquarien- und Terrarien-Kunde. Stuttgart, vol. 39, p. 132-133.
- Wolterstorff, 1934 : Über Salamandra maculosa Laur. (= salamandra L.) molleri und eine neue Form, subsp. bezarae. Blätter für Aquarien- und Terrarien-Kunde. Stuttgart, vol. 45, p. 147-149.

#### Divers
- Arnold & Ovenden, 2002 : Le guide herpéto, éditions Delachaux et Niestlé, 2e édition
- Böhme, 1979 : Zum Höchstalter des Feuersalamanders Salamandra salamandra (L.): ein wiederentdecktes Dokument aus der Frühzeit der Terraristik (Amphibia: Caudata: Salamandridae). Salamandra, vol. 15, no 3, p. 176-179.
- Catenazzi, , 1998 : Ecologie d’une population de Salamandre tachetée au Sud des Alpes. Travail de diplôme. Institut de Zoologie, Faculté des Sciences, Université de Neuchâtel. p. 1-106 + 11 annexes.
- Eiselt, 1966 : Ergebnisse zoologischer Sammelreisen in der Türkei: Amphibiacaudata. Annalen des Naturhistorischen Museums Wien, vol. 69, p. 427-445.
- Feldmann, 1967 : Winterquartiere des Feuersalamanders Salamandra salamandra terrestris Lacépede, 1788, in Bergwerksstollen des südlichen Westfalen. Salamandra, vol. 3, p. 1-3.
- Feldmann, 1968 : Über Lautäußerungen einheimischer Schwanzlurche. Natur u. Heimat, vol. 28, p. 49-51.
- Feldmann, 1971 : Felduntersuchungen an westfälischen Populationen des Feuersalamanders, Salamandra salamandra terrestris Lacépede, 1788. Dortmunder Beitr. Landesk., vol. 5, p. 37-44.
- Feldmann, 1987 : Überwinterung, Ortstreue und Lebensalter des Feuersalamanders, Salamandra salamandra terrestris. Schlußbericht einer Langzeituntersuchung. Jb. Feldherpetologie, Köln vol. 1, p. 33-44.
- Feldmann & Klewen, 1981 : Feuersalamander. in Feldmann, 1981 : Die Amphibien und Reptilien Westfalens. Abh. Westfälisches Museum Naturkunde Münster, vol. 43, no 4, p. 30-44.
- Freytag, 1982 : Aktives Giftspritzen bei Salamandra salamandra (Amphibia: Caudata: Salamandridae). Salamandra, vol. 18, no 3/4, p. 356-357.
- Gasc, Cabela, Crnobrnja-Isailovic, Dolmen, Grossenbacher, Haffner, Lescure, Martens, Martinez-Rica, Maurin, Oliviera, Sofianidou, Veith & Zuderwijk, 1997 : Atlas of the Amphibians and Reptiles in Europe. Societas Europaea Herpetologica, Paris.
- Habermehl, 1994 : The biological relevance of Salamandra venom. in Biology of Salamandra and Mertensiella (Greven & Thiesmeier Eds.). Mertensiella, vol. 4, p. 209-214.
- Krauss, 1980 : Zur Überwinterung des Feuersalamanders in Höhlen. Laichinger Höhlenfreund, vol. 15, p. 29-36.
- Linnenbach, 2000 : Fehlpaarung zwischen Rana temporaria und Salamandra salamandra mit tödlichem Ausgang. Zeitschrift für Feldherpetologie, vol. 7, p. 224-225.
- Manenti, 2010 : Effect of landscape features and water quality on Triclads inhabiting head waters: the example of Polycelis felina. Revue Ecologie Terre et Vie, vol. 65, p. 279-285.
- Manenti, Ficetola, Bianchi & De Bernardi, 2009 : Habitat features and distribution of Salamandra salamandra in underground springs. Acta Herpetologica, vol. 4, no 2, p. 143-151.
- Manenti, Ficetola & De Bernardi, 2009 : Water, stream morphology and landscape: complex habitat determinants for the fire salamander Salamandra salamandra. Amphibia-Reptilia, vol. 30, p. 7-15.
- Sauer & Weibecker, 1994 : Einheimische Schlangen als gelegentliche Verfolger des Feuersalamanders (Salamandra salamandra) - zwei Feldbeobachtungen. Natur und Museum, vol. 124, no 10, p. 349-350, Senckenberg Frankfurt.
- Thiesmeier, 2004 : Der Feuersalamander. Zeitschrift für Feldherpetologie, Suppl. 4, p. 1-192.
- Thiesmeier & Günther, 1996 : Feuersalamander - Salamandra salamandra (Linnaeus, 1758). in Günther, 1996 : Die Amphibien und Reptilien Deutschlands. Gustav Fischer Verlag Jena, p. 82-104.
- Veith & Erpelding, 1995 : Presence of Pomphorhynchus laevis in Salamandra salamandra. J. Helminthologie, vol. 69, p. 267-268.